# Binbirkilise
Koordinaten: 37° 26′ 14″ N, 33° 8′ 39″ O

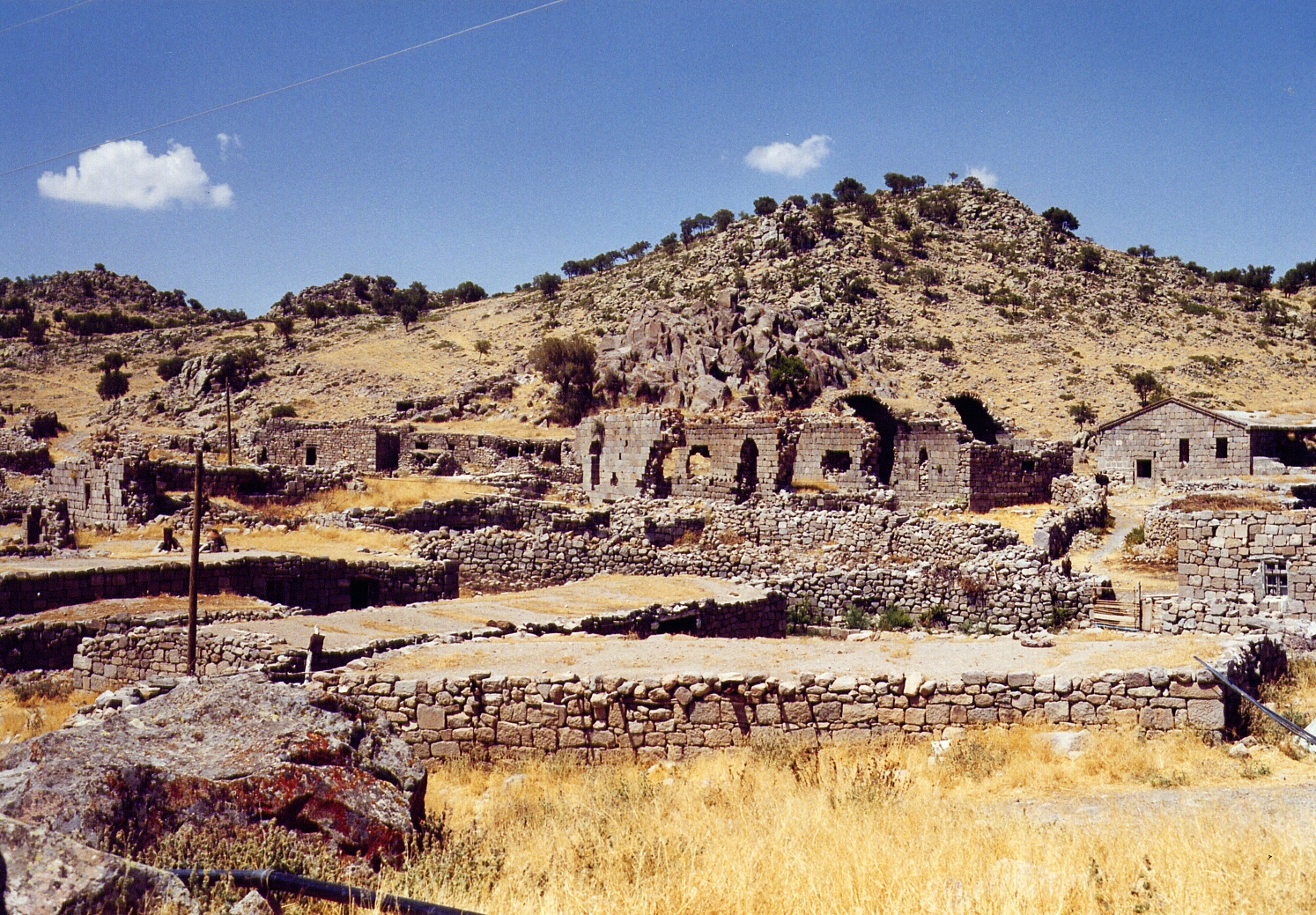
Değle, Blick auf die Klosterruinen in der Dorfmitte.

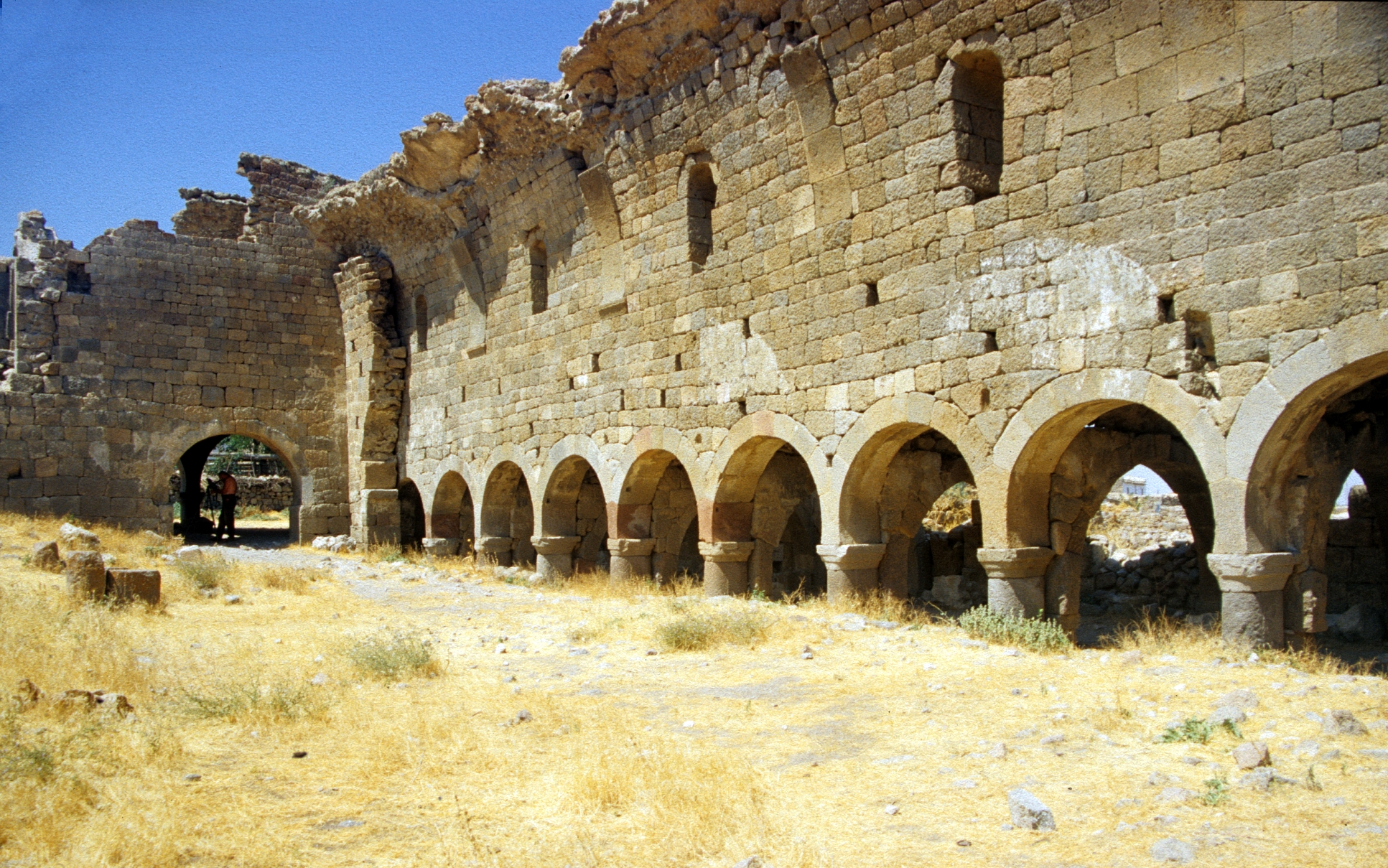
Kirchenruine Nr. 1 in Madenşehri

Als Binbirkilise (deutsch 1001 Kirchen) wird ein Gebiet in der antiken Region Lykaonien um den Vulkan Karadağ in der heutigen türkischen Provinz Karaman bezeichnet. In dem Areal liegen etwa 50 byzantinische Kirchenruinen. Das Gebiet liegt am Nordhang des Karadağ-Massivs etwa 30 km nördlich der Provinzhauptstadt Karaman. Die Ruinen konzentrieren sich weitgehend bei und in den Orten Madenşehri und Üçkuyu (ehemals Değle).

## Generelles zu den Bauten
Die Gegend war im dritten bis zehnten Jahrhundert ein kulturelles Zentrum der byzantinischen Christen. Es finden sich Reste von Kirchen, Klöstern, Befestigungsanlagen, Zisternen und Wohnhäusern, die zum Teil in die heutigen Dörfer integriert sind oder deren Steine als Baumaterial verwendet worden sind. Dadurch hat der Bestand der Gebäude kontinuierlich abgenommen. Architekturgeschichtlich interessant sind die mehrfach vertretenen Kuppelbasiliken vom syrischen Typ. Die Mauern wurden aus großen Quadern errichtet. Wegen des Holzmangels wurden hier anstelle des üblichen flachen Holzdachs Steinkuppeldächer verwendet. Über den Seitenschiffen sind hinter der oberen Säulenreihe Emporen gebaut. In den Apsiden finden sich Doppelarkadenfenster, die Eingangsbereiche haben meist Doppelarkaden und werden von einer einzelnen Säule in der Mitte getragen. In einigen der Kirchen, vornehmlich in Madenşehir, sind Reste von Wandmalereien zu sehen. Auch aus hethitischer, hellenistischer und römischer Zeit sind vereinzelte Relikte in der Umgebung vorhanden.

## Forschungsgeschichte

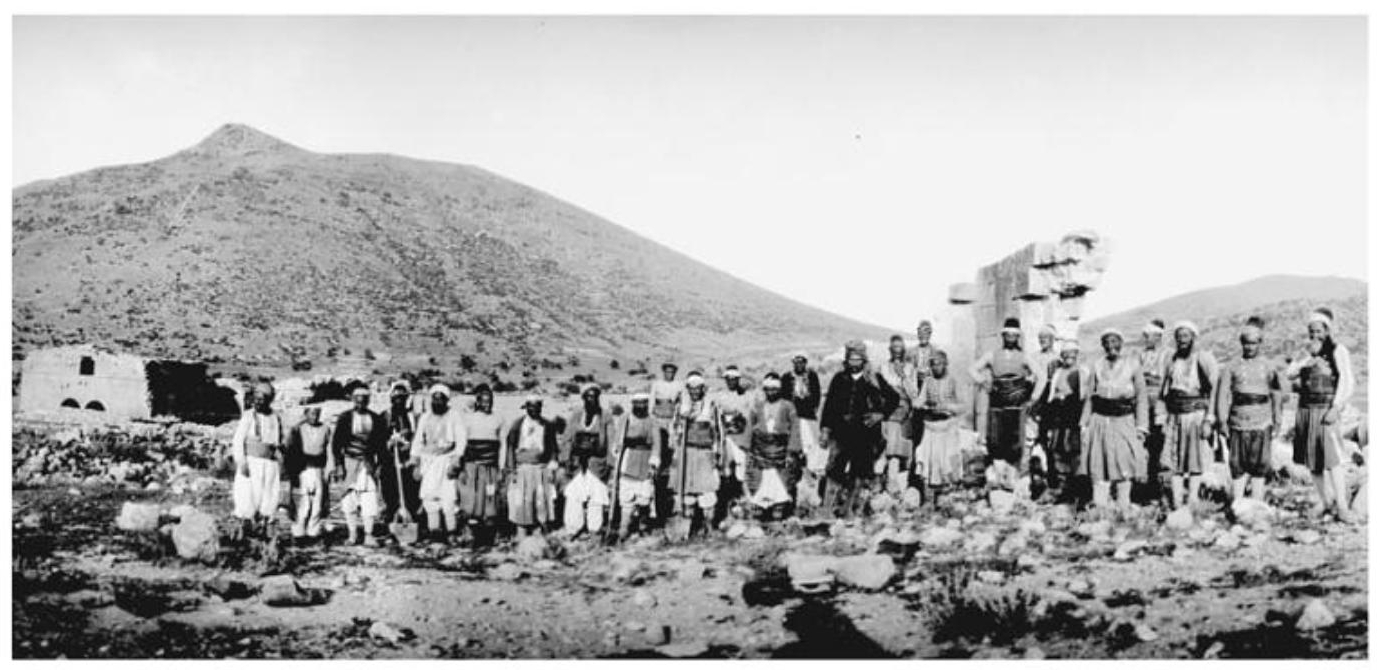
Gertrude Bell’s Arbeiter bei den Ausgrabungen in Madenşehri 1907

Im Jahr 1904 veröffentlichte Carl Holzmann seine Archäologischen Skizzen zu Binbirkilise. Kurz darauf wurde es von der britischen Reisenden und Archäologin Gertrude Bell erneut beschrieben, die 1905 die Region im Zuge ihrer Reise durch Kleinasien erforschte. Sie veröffentlichte ihre Reiseberichte einschließlich zahlreicher Fotos in einer Artikelserie in der Revue archéologique. Auf derselben Reise lernte sie in Konya den Archäologen William Ramsay kennen und die beiden beschlossen, in Binbirkilise Ausgrabungen durchzuführen. 1907 fanden die Grabungsarbeiten statt, die Ergebnisse wurden, wiederum mit vielen Bildern, von beiden in einem Buch veröffentlicht. Bereits als Bell zwei Jahre später zurückkehrte, stellte sie fest, dass ein großer Teil der dokumentierten Gebäude durch Steinraub verschwunden war. Bells Bilder zeigen, dass in der Zwischenzeit die Zerstörung der Bausubstanz weiter fortgeschritten ist. Der türkische Kunsthistoriker Semavi Eyice untersuchte das Gebiet und veröffentlichte 1971 seine Forschungsergebnisse.

## Madenşehir (Madenşehri, Madanşar)
Das Dorf Madenşehir liegt bei 37° 26′ 23” Nord und 33° 9′ 52” Ost, grenzt an die Dörfer Eğilmez, Karacaören, Çoğlu, Dinek, Kılbasan und Üçkuyu (Değle) und liegt 30 km nördlich von Karaman auf 1237 m Höhe in einer Senke, die vom Kızıldağ (2652 m, nicht zu verwechseln mit dem Kızıldağ bei Adakale im Kreis Çumra) im Osten, vom Göz Dağı (Maden Dağı, 1502 m) im Westen und vom Çet Dağı (1549 m) im Norden in Richtung Konya-Ebene begrenzt wird.

### Zum Namen
Der Name Binbirkilise (Eintausendundeine Kirche) bezieht sich auf die Vielzahl der dortigen Kirchen und wurde in einer von Sir William Mitchell Ramsay (1851–1939) und Gertrude Margaret Lowthian Bell (1868–1926) 1909 verfassten Veröffentlichung, danach in der westlichen Welt benutzt und auch in die Literatur übernommen. Ramsay und Bell verwendeten in ihrem Werk zur Unterscheidung der einzelnen Lokalitäten die Bezeichnungen “Aşağı Şehir” (Unterstadt) für Madenşehir und “Yukarı Şehir” (Oberstadt) für das höher gelegene Dorf Değle. In Aufzeichnungen aus der osmanischen Zeit wird Madenşehir als „İne bzw. Aşağı Devle“ (Unteres Devle) bezeichnet. Während die Ruinen bei Madenşehir alle aus der spätrömischen und byzantinischen Zeit stammen, lieferte die Oberstadt (Yukarı Devle) auch vorhellenistische Funde.

### Zur Ortsgeschichte von Madenşehir
Die Geschichte des Dorfes Madenşehir am Nordrand des Karadağ-Vulkankomplexes ist sehr alt. Der antike Name des Siedlungsgebiets von Madenşehir ist Barata. Eine historische „bequeme“ Straße führte von Ikonion (Konya) nach Südosten durch den Norden des Karadağ nach Barata, Çoğlu, Akçaşehir, Kaleköy und Sidamaria (Ambar). Dieses Straßennetz hatte an Bedeutung gewonnen, nachdem Barata (Binbirkilise) ein religiöses Zentrum geworden war. Unterschiedliche Bezeichnungen, wie Barmeta, finden sich in hethitischen Hieroglyphendenkmälern ebenso wie Bareta in der klassischen Antike oder wie Baratha / Barata / Barattha / Bareta / Beret in anderen alten Quellen. Barata war ein strategischer Standort an den Verbindungen von Konya nach Ereğli, Karapınar und Silifke. Barata war eine jener Städte, die im Auftrag des Lykaonischen Koinon (Bund) der römischen Kaiserzeit (Barata, Dalisandos, Derbe, Hyde - vermutlich Mennek Kalesi, Ilistra/Yollarbaşı, früher İlisira, Koropissos und Laranda) Münzen geprägt haben. Aus der Zeit von Marcus Aurel und Lucius Verus zwischen 161 und 169 v. Chr. und von Philippus II. zwischen 244 und 249 n. Chr. wurden Münzen aus Barata gefunden. Wir sehen Barata 325 als Erzbistum im Konzil zu Nicaea (İznik). 451, im Konzil von Khalkedon (Kadıköy), wurde Bischof Eugenios von Barata zum Metropolit von Konya ernannt. In den Kirchenkonzilen von 536, 680–681, 692, 879–880 wurde Barata sowohl durch Bischof Konstantin als auch durch den Metropoliten von Konya vertreten.
In Zeiten religiöser Verfolgungen blieb das Dorf ein wichtiges, aber abgelegenes religiöses Siedlungszentrum. Der heutige Ort wurde auf den Resten dieser alten Siedlung gegründet, die von der hellenistischen Zeit bis zur byzantinischen Zeit existierte und deren Ruinen über ein weites Gebiet verstreut liegen. Das gesamte Siedlungsgebiet mit der modernen Bezeichnung Binbirkilise verteilt sich auf die Orte Madenşehir, die Wüstung Yukarı Ören und Değle.
Während im 5. und 6. Jahrhundert im damals christlichen Barata zahlreiche Bauten entstanden waren, hörte das Leben dort vom 7. Jahrhundert bis zur Mitte des 9. Jahrhunderts auf. Die Gebäude hier wurden, vielleicht durch Erdbeben oder anderen Katastrophen, wahrscheinlich aber eher aufgrund der Überfälle durch arabische Kriegshorden, zerstört und verlassen. Nur im abgelegenen Değle lebte die Siedlung weiter. Nach der Mitte des 9. Jahrhunderts wurde die Siedlung Barata wiederbelebt, da die Gefahr offenbar vorbei war. Der Ortsteil Değle (damals Devle) blieb mit 255 Einwohnern in den drei Stadtteilen Ahmedler, Kamereddin und İydalı, unter denen 79 nicht-muslimische Steuerzahler lebten, weiter bewohnt. Barata (Madenşehir) war im 10. Jahrhundert wieder eine bedeutende byzantinische Siedlung mit eigenem Bischofssitz. Aufgrund der zunehmend unsicher werdenden Lage im byzantinischen Grenzgebiet wurde die Gegend allerdings bald verlassen und die Baulichkeiten im 11. Jahrhundert von den vorrückenden Seldschuken weitgehend zerstört. Nach einer langen Periode des Zerfalls wurde das Gebiet von turkmenischen Nomaden besiedelt, die noch heute dort wohnen und das Baumaterial für ihre Häuser den alten Kirchenbauten entnommen haben. Heute sieht man ein buntes Nebeneinander von Ruinen und Bauernhäusern, was den Dörfern einen eigenartigen Charakter verleiht.
In den Steuerregistern des 16. Jahrhunderts wird Madenşehir um 1500 als Dorf “Mazanşehri” im Kreis Lârende (Karaman) genannt, 1541 als „Mazanşehir“ und 1584 als Amtsbezirkszentrum „Mazanşehir“ bezeichnet zusammen mit dem Dorf Kılbasan. Gegen Ende des 16. Jahrhunderts wurde das Dorf Mazanşehri im Sandschak Larende laut dem Lehenbuch von Ruznamçe der Provinz Konya unterstellt. In diesem Dorf, das von den Bewohnern als „Madanşar“ (Bergbaustadt) genannt wurde, gab es allerdings keine Spuren verwertbarer Mineralien, noch irgendwelche Aufzeichnungen, die diesen Namen erklären würden. İbahim Hakkı Konyalı (1896–1984) gibt an, dass einige seldschukische Münzen an einem Ort namens „Maden Şehir“ geschlagen wurden.  Nach Angaben von William John Hamilton (1805–1867), dem Sekretär des Britischen Archäologischen Instituts, wurden die beiden Gruben am Göz Dağı (Maden Dağı) unter den Einheimischen „Maden“ (Minen) genannt. Und İsmâ'îl Gâlip Bey, einer der ersten türkischen Numismatiker, vermerkte in seinem Werk „Takvim-i Meskûkât-ı Selçûkiyyesi“ (Kalenderbuch 1848–1895) unter den Orten, in denen Geld geprägt wurde, Maden Sehri, „eine Stadt in der Grafschaft Nefs-i Karaman. Wie der Name schon sagt, wurden Silbervorkommen in der Antike exportiert“. In Lârende (Karaman) wurden 1516 osmanische Silbermünzen von den Osmanoğulları im Namen von Selim I. (der Gestrenge) und 1519 im Namen von Süleyman I. (der Prächtige) geprägt.

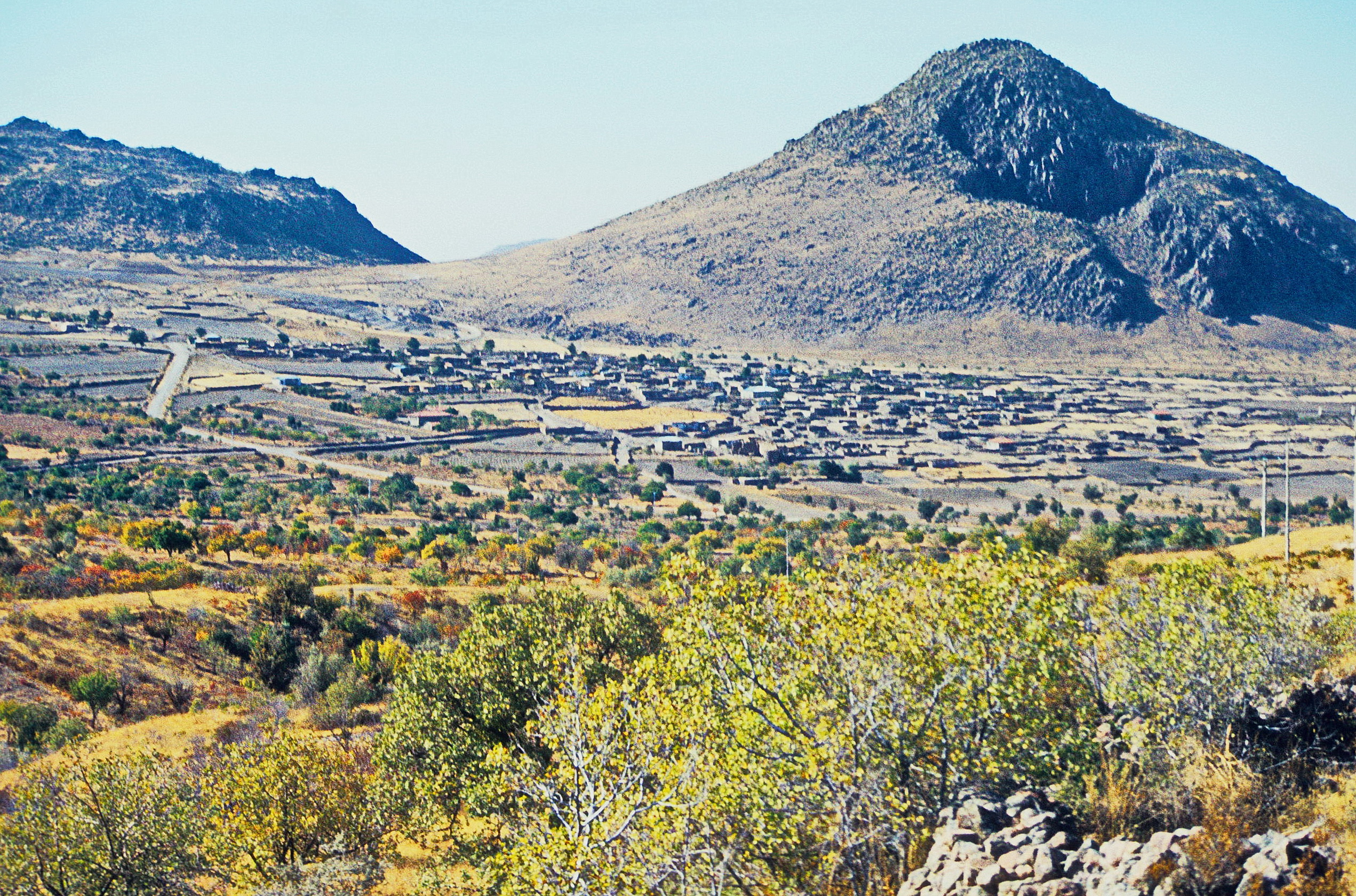
Blick auf die Ortschaft Madenşehir/Madenşehri (Binbirkilise) mit den beiden Vulkanen Kızıldağ (rechts) und Göztepe (links).

Am 2. Juni 1576 betrugen die Steuereinnahmen von Mazanşehri 10312 Akçe (erste von den Osmanen geprägte und über viele Jahrhunderte in Umlauf befindliche Silbermünzen), und weitere 5156 Akçe Stiftungserträge gingen an die Timare Mahmûdoğulları und an Aydın. Am 11. Dezember 1576 flossen 10312 Akçe Steuereinnahmen an den Staat und 5156 Akçe des Dorfes Mazanşehri in die Taschen der Şâhvirdi Timare. Am 8. Februar 1577 betrug der Steuerbetrag von Mazanşehri 10312 Akçe und ein Anteil von 5156 Akçe ging an den Timaren Yusuf. Im Steuerbuch von Madenşehri von 1840 wird angegeben, dass der Karadağ innerhalb des Timars „Ilgın Hâss“ liegt, und als Berufe fast aller Haushaltsvorstände wird Landwirt vermerkt. Für den Ort mit 26 Familien und 14 unverheirateten Männern wurden zudem 6 Kamele, 2 Mulis, 65 Schafe, 44 Kühe, 276 Ziegen, 19 Esel, 30 Ochsen, 18 Kälber sowie als Agrarland 1 Dekar (dönüm = 0,1 ha) Weinberg und 27 ha Ackerland, davon 14 ha Brachland angegeben. Léon de Laborde (1807–1869), der 1826 durch die Konya-Region reiste, hatte die Gelegenheit, die Ruinen von Binbirkilise genau zu sehen und veröffentlichte 1837 drei Stiche, die er 1826 gezeichnet hatte. Er verglich das Gebiet des Karadağ mit einem heiligen Berg und betrachtete ihn auch als Station von militärischer Bedeutung in der Antike.
Durmuş Ali Gülcan (1904–1996), der Karaman und seine Dörfer erforschte und seinen Artikel (z. B. „Karaman Mahalleleri ve Köyleri Tarihçesi“/ Geschichte der Karaman-Region und seiner Dörfer) über die Geschichte von Karaman in der Zeitung EKEKON (1947–50) veröffentlichte, erwähnte in seinem Buch, dass der Karadağ zu Beginn des 20. Jahrhunderts die Eigenschaft eines „seltsamen Ortes“ erlangt hatte. Offensichtlich hatten sich Leute, die in Banditentum verwickelt waren oder aus irgendeinem Grund auf der Flucht waren, im Karadağ versteckt, wo eine systematische Suche und Überwachung kaum möglich war, und dort kleine Weiler errichtet. Dem englischen Reisenden John Macdonald Kinneir (1782–1830), der 1814 in die Region kam und zum Karadağ wollte, wurde geraten, den Berg nicht zu besuchen, weil es dort Verrückte gab, die Karawanen überfielen:
„The great mountain of Karadja Dag (gemeint ist fraglos der Karadağ), which is five hours from Caraman, throws out a low branch to the N. E.; at the foot of which, and about twenty-six miles from the town, are still to be seen the ruins of a city called Maden, or the Mine. (The name of Maden is said to be derived from copper mine) I was desirous of visiting this spot, but could not prevail upon any person to accompany me, or even to hire me horses; as they said that the country, in addition to being covered with snow, was now tbe resort of a band of Delhi Bashees (Verrückte Kerle), turned out of the employment of the last Pasha of Koni, who gained a subsistence by plundering travellers, and laying the adjacent territories under contribution. The ruins were described to roe as covering a great extent of ground: my landlord, indeed, who had been there, informed me, that, besides other buildings, he had counted the remains of a thousand churches, and that there were many Greek inscriptions. The Turks sometimes call it Bin Eglisa, or the thousand churches.“
(Übersetzung: „Der große Berg Karadja Dag, fünf Stunden von Caraman entfernt, hat einen niedrigen Zweig in Richtung Nordosten. Am Fuße und etwa sechsundzwanzig Meilen von der Stadt entfernt sind noch die Ruinen einer Stadt namens Maden oder die Mine zu sehen (der Name Maden soll von der Kupfermine abgeleitet sein). Ich wollte diesen Ort unbedingt besuchen, konnte aber niemanden bewegen, mich zu begleiten oder mir sogar Pferde zu mieten; wie sie sagten, sei das Land nicht nur mit Schnee bedeckt, sondern auch der Ort einer Gruppe von Delhi Bashees (verrückten Kerlen), ehemaligen Beschäftigten des letzten Paschas von Konya, die durch die Plünderung von Reisenden ihren Lebensunterhalt verdienten und die angrenzenden Gebiete mit Abgaben belegten. Es wurde beschrieben, dass die Ruinen einen großen Teil des Bodens bedeckten: Mein Vermieter, der dort gewesen war, informierte mich, dass er neben anderen Gebäuden die Überreste von tausend Kirchen gezählt hatte, und dass es viele griechische Inschriften gab. Die Türken nennen es manchmal Bin Eglisa oder die tausend Kirchen.“)
Damals wurde der mächtige Boyunoğlu-Stamm der Hotamış-Turkmenen vom Staat beauftragt, die Straße Konya-Karapınar vor „Banditen“ zu schützen. Sie hatten ohnehin die Regionen Madenşehri und Değle (Üçkuyu) an den Nordhängen des Karadağ als Weideplätze okkupiert und vergaben die westlichen und südlichen Kämme des Berges als Weide an die Sarıkeçili-Yürüken.
Im Steuerbuch von 1844 sind 35 Männer in 12 Haushalten im Dorf registriert. Dementsprechend wird seine Bevölkerung auf 60–70 Personen geschätzt. Bei der Volkszählung von 1904 wurden 957 Personen gezählt (wohl insgesamt in allen zugehörigen Weilern). 1922 hat Madenşehri eine Bevölkerungszahl von 97 Personen in 25 Haushalten. Laut allgemeinem Bevölkerungsregister von 1925 hatte es 137, 1950 bereits 349, 1965 dann 549, 1970 nur 531, 1985 lediglich 483 und im Jahr 2000 nur noch 349 Bewohner. Bis 20019 schrumpfte die Einwohnerzahl auf 306 Personen.
Im 1928 auf Osmanisch verfassten Buch mit dem Titel „Son Teşkilat-ı Mülkiye’de Köylerimizin Adları“ („Die Namen unserer Dörfer in der letzten Grundbesitz-Verordnung“) war der Ort Madenşehri neben Kılbasan unter den Dörfern des Amtsbezirks (Nahiye) und Kreises (Kaza) Karaman in der Provinz Konya als „معدن شهرى“ (in osmanischer Schrift) und als „Maadén chehri“ (in lateinischen Buchstaben) geführt worden. 1838 hatte das Dorf eine zentrale Wasserversorgung bekommen und nannte sich offiziell seit 1965 „Madenşehir“ bzw. nach 1985 „Mağdenşehir“ – inzwischen wohl „Madenşehri“.

### Die Ruinen von Madenşehir
Auffällig ist, dass die meisten der byzantinischen Kirchenbauten im Bereich von Binbirkilise offenbar starken Zerstörungen ausgesetzt waren, so dass manche Bauten nur noch in Fragmenten und/oder als Grundmauern erhalten sind. Die frühesten bildhaften Informationen dazu liefern die Stiche von Laborde aus der ersten Hälfte des 19. Jahrhunderts. Viele der baulichen Strukturen scheinen auf diesen Abbildungen intakt zu sein, und es gibt entsprechende britische Bilder von Binbirkilise von 1880, die gleiche Zustände dokumentieren. Fotos aus dem Jahr 1905 zeigen jedoch, dass viele Bauwerke zerstört waren. Es gibt aber keine sichtbaren vom Menschen verursachten Schäden (abgesehen von zum Hausbau verwendeten, bereits bearbeiteten Steinen einschließlich Spolien), so dass man davon ausgehen kann, dass die Bauten bei einem Erdbeben zwischen 1880 und 1905 weitgehend zerstört wurden.

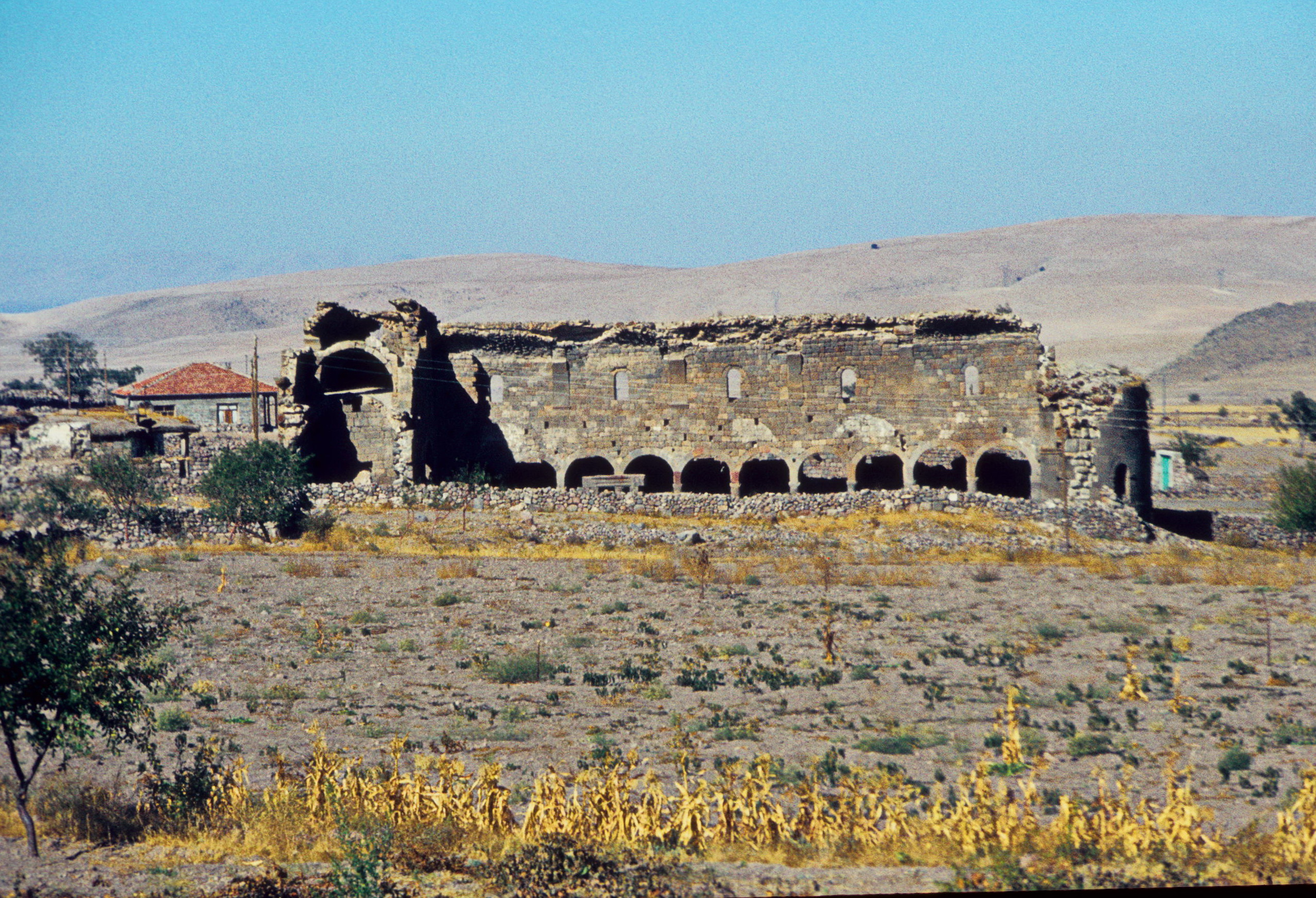
Blick auf die Südfront der ruinierten Hauptbasilika (Nr. 1) in Madenşehir (Binbirkilise).

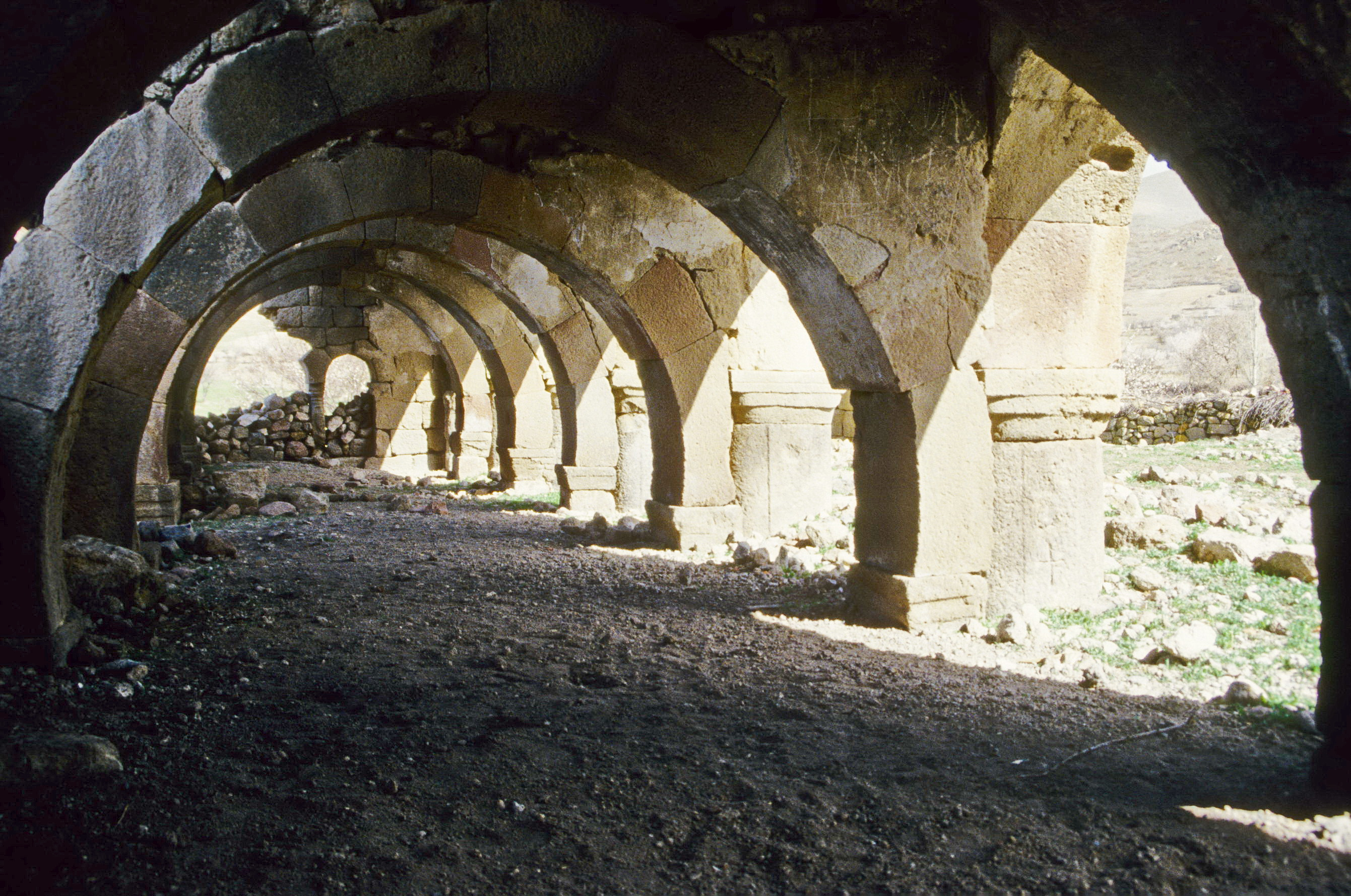
Blick in das Ruinierte Mittelschiff der Hauptbasilika in Madenşehir (Binbirkilise); im Hintergrund der Kızıldağ.

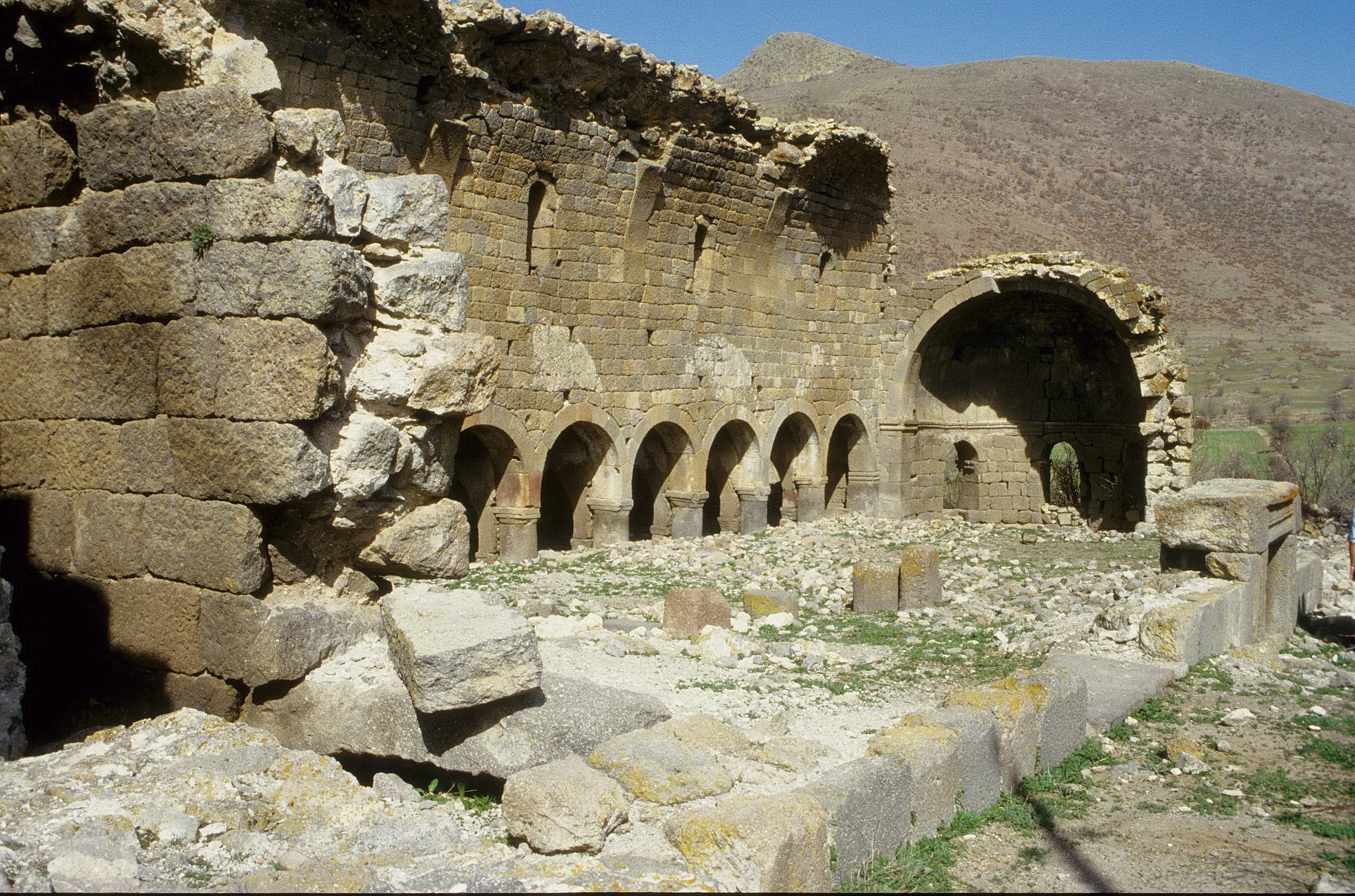
Blick in das nördliche Seitenschiff der Hauptbasilika in Madenşehir (Binbirkilise).

In und um Madenşehir gibt es Relikte und Ruinen von 14 Kirchen, 6 Kapellen, 3 Gebäuderesten, einem Mausoleum, einer Exedra sowie zahlreichen Zisternen und einer Nekropole mit Sarkophagen. Das größte Ruinen-Gebäude (Nr. 1 im offiziellen archäologischen Basilikenplan), eine Basilika aus dem 5. Jahrhundert, steht am östlichen Dorfeingang. Sie wurde bis zu den arabischen Überfällen aktiv betrieben. Der Narthex besteht aus drei Teilen und ist durch eine Doppelbogentür zugänglich, die durch eine Säule in der Mitte getrennt ist. Der Hauptraum, jeweils durch neun kurze Säulen abgegrenzt, besteht aus drei Schiffen. Das höhere Mittelschiff war mit Tonnengewölbe bedeckt. Die Apsis am östlichen Ende des Mittelschiffs überwölbt eine Halbkuppel. Das rechte Kirchenschiff samt Säulenreihe wurde vollständig zerstört, das Tonnengewölbe im linken Kirchenschiff steht noch. Nach seiner Zerstörung bei arabischen Überfällen wurde der Bau repariert. Dabei wurden einige Stützmauern sowie Fresken eingefügt, die heute kaum noch zu sehen sind.

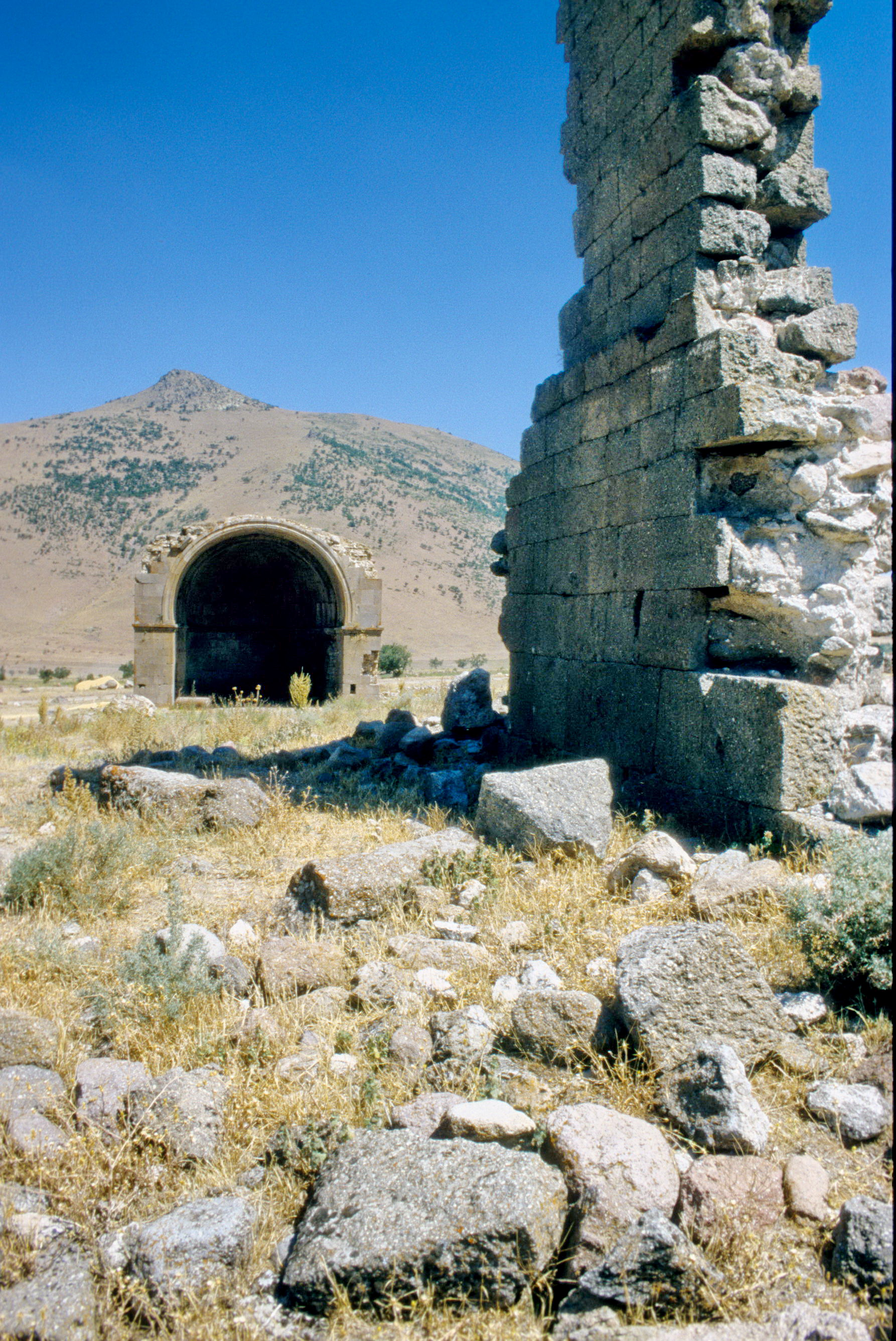
Blick auf die Reste der Exedra-Ruine Nr. 7 in Madenşehir; im Hintergrund der Göztepe

Von den meisten ruinierten Basilika-Kirchen Madenşehirs (Basilikenplan Nr. 4, 5, 6, 12, 16, 17, 21, 22), die bis zum Beginn des 20. Jahrhunderts noch intakt waren, sind mittlerweile nur einige wenige erhalten. Vieles wurde im Dorf verbaut. Auf beiden Seiten der Straße, die von der Haupt-Basilika (Nr. 1) nach Norden führt, liegt eine Nekropole mit verstreuten Sarkophagen und Sarkophagdeckeln. Die Außenflächen einiger Sarkophage sind mit Relieffiguren oder Kreuzen verziert. Östlich dieser Straße steht ein Komplex von Gebäuden (Nr. 12, 21 und 22), die von den Dorfbewohnern als Bäder bezeichnet werden. Die Anlage besteht aus einer dreischiffigen Basilika mit runden Apsiden und einer kleinen einschiffigen Kapelle rechts neben der Basilika sowie einer Grabkapelle links. Auf der anderen Straßenseite zwischen den Häusern steht ein rechteckiges Mausoleum aus dem 4./5. Jahrhundert. Die pyramidenförmige obere Abdeckung ist zusammengebrochen. In den Feldern am Ende der Straße gibt es eine Exedra, die ebenfalls auf das 4./5. Jahrhundert datiert und von den Dorfbewohnern als „açık ağzı“ (offener Mund) bezeichnet wird. Das in Form einer Apsis gebaute Gebäude hat ein Kreuz auf dem Schlussstein in der Mitte des Gewölbes. Im Westen gegenüber der Exedra steht der Narthex einer Basilika mit zwei Bögen unten und eine Galerie mit vier Bögen im Obergeschoss, von der das meiste in Trümmern liegt, und benachbart gibt es eine große Zisterne.
Ungefähr 3 km nördlich am Fuße des Gözdağ stehen die Reste einer Basilika (Nr. 6) sowie eine kleine Kapelle (Nr. 9) und Grundmauerspuren einiger Bauwerke, deren Funktionen bislang nicht geklärt sind. Das gilt auch für einige Gebäude und Hausruinen im oberen Bereich des Gözdağ: eine Kapelle und eine Basilika mit drei Schiffen östlich davon. Auf der linken Straßenseite, die von der Exedra ins Dorf führt, steht eine weitere ruinierte Kirche (Nr. 13), auf der ein Haus erbaut wurde. In der Nähe befindet sich ein Sarkophag mit zwei Löwenreliefs und Blumenornamenten. Und in den Ruinen eines alten türkischen Dorfes namens Yukarı Ören am Straßenrand vom Dorf Madenşehir zum Dorf Üçkuyu (Değle) liegen die Reste der Kirchen Nr. 10 (mit kreisförmigem Grundriss), 15 und 16.

### Ruinen im Umkreis von Madenşehir
Auf den Gipfeln der niedrigen Berge rund um das Dorf Madenşehir befinden sich weitere Ruinen von Kirchen, Klöstern, Kapellen, Zisternen und Festungstürmen. Darunter sind der Kızıldağ, Çet (Çat) Dağı und der Madendağı (Gözdağı) die interessantesten und stehen in Sichtkontakt miteinander.
Kızıldağ: Über der Gipfelterrasse des Kızıldağ im Osten von Madenşehir befindet sich eine kleine Kapelle in Kreuzform. Die Wände der Kapelle sind an einigen Stellen bis zur oberen Ebene der Fenster erhalten geblieben. Es gibt zahlreiche Profilblöcke sowie einen Inschriftenblock, und Farbspuren lassen erkennen, dass die Innendekoration Fresken enthielt.
Çet (Çat) Dağı: An den Hängen des Çet (Çat) Dağı im Norden von Madenşehir wurden zahlreiche Raubgrabungen registriert. Auf dem Gipfel erkennt man zwei benachbarte Gebäudekomplexe mit Kirche, zusätzlichen Gebäuden und einer Zisterne. Auch hier gab es Raubgrabungen. 150 m weiter etwas oberhalb befindet sich eine kreuzförmige Kapelle, von der Teile der westlichen Eingangsfassade und Apsis bis zu 1,50 m Höhe erhalten sind. Auch hier finden sich zahlreiche Profilblöcke. Zwischen der Kapelle und dem unteren Kirchenbereich ist ein 5 m breiter durchgehender Weg zu erkennen, der beide Komplexe als „Prozessionsstraße“ verbindet.
Madendağı (Gözdağı): Von den drei Bergen hat der Madendağı (Gözdağı) im Nordwesten von Madenşehir die breiteste Terrasse und das am dichtesten mit architektonischen Ruinen besetzte Gebiet. Neben einem Komplex aus Kirche, Kapelle und weiteren Gebäuden erkennt man Spuren zahlreicher anderer Bauten, die offensichtlich auf eine kleine Siedlung hinweisen. Östlich des religiösen Komplexes stößt man zunächst auf Spuren von Gebäuden mit rechteckigen Grundrissen, Türteilen und Wasserversorgungsstrukturen sowie auf eine Zisterne. Weiter westlich findet man Reste von Befestigungsmauern und Türmen. Die Kirche ist das am besten erhaltene Bauwerk unter allen Ruinen der drei Berge. Allerdings hat sie in den letzten Jahrzehnten unter allen anderen Ruinen den größten Schaden erlitten. Ihr Erhaltungsgrad hat sich seit Beobachtungen im Jahr 1971 drastisch verschlechtert. Sie verlor ihre Bögen, Mauern, Annexe und oberen Strukturen. Die Pfeiler zwischen dem Kirchenschiff und den Gängen stehen noch, tragen aber keine obere Struktur mehr. Die damals intakte westliche Eingangsfassade existiert nur noch mit den Skeletten der drei Eingangstüren mit ihren Stürzen. Die Apsis steht noch heute mit der halben Kuppel mit Spuren von Gips und Fresken. Auf der Südwestseite der Kirche liegt eine relativ gut erhaltene Zisterne. Am Westhang der Gipfelterrasse befinden sich Spuren von Stadtmauern und zwei Türmen in Blickrichtung Konya.

## Üçkuyu (Değle, Yassıtepe)

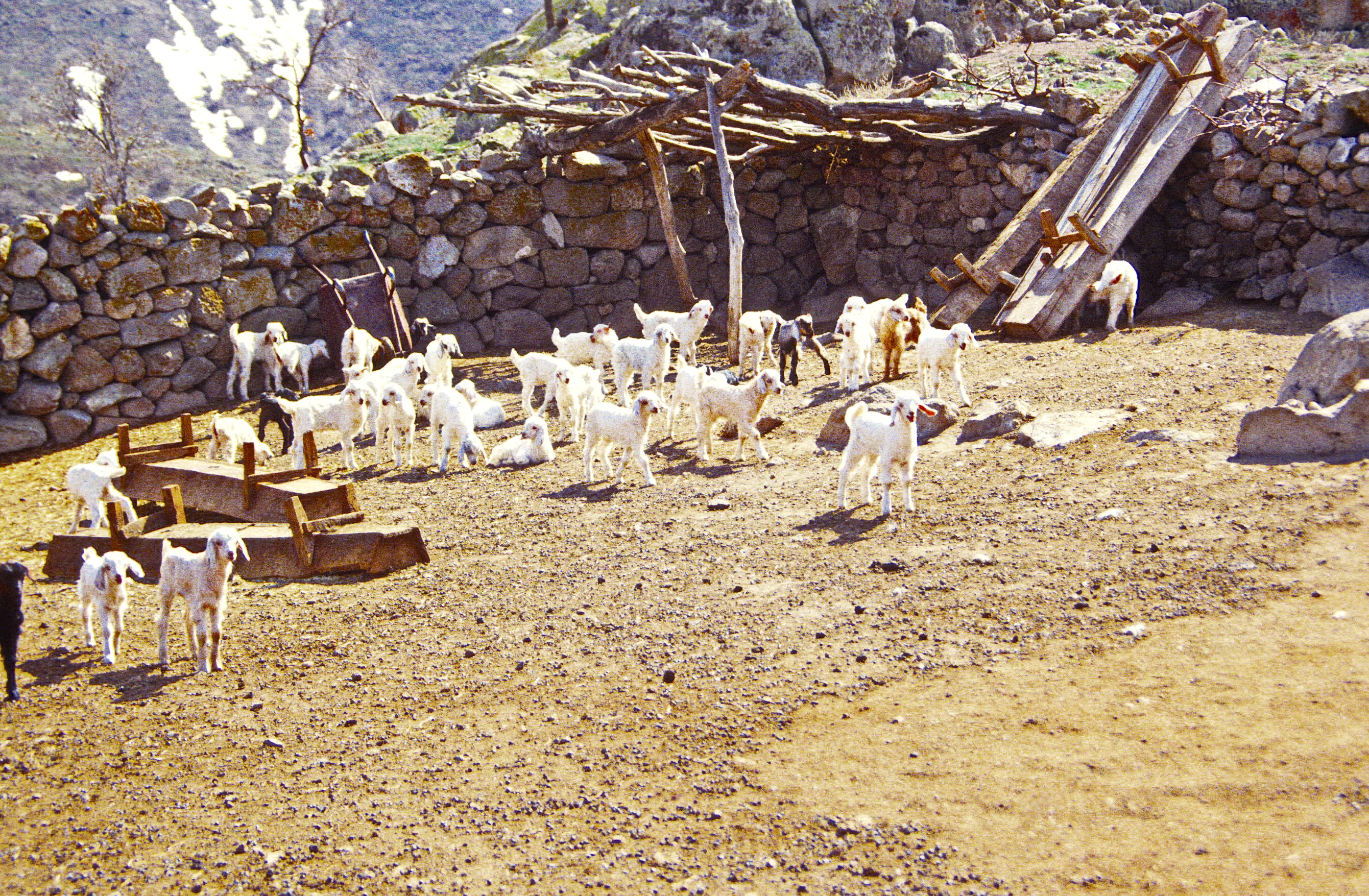
Typische Ziegenherde in einem Pferch zwischen den Ruinen von Değle (Binbirkilise).

Das Dorf Değle (heute Üçkuyu) knapp 30 km nördlich von Karaman liegt bei 37° 25′ 53”Nord und 33° 7′ 1” Ost im Nordwesten des Karadağ-Massivs auf einer Höhe von 1,386 m und grenzt an die Dörfer Süleymanhacı und Ortaoba im Nordwesten, Kisecik im Westen, Madenşehri und Karacaören im Osten bzw. Nordosten und Kılbasan im Süden. Das rezente Dorf liegt weitgehend auf ebenem Gelände eines südlichen Ausläufers des 1800 m hohen Değle Dağı, ist aber an der Ost- und Westseite von hügeligem Gelände und im Süden von einem separaten Hügel umgeben. Die Wirtschaft des Dorfes basiert auf Landwirtschaft und Tierhaltung, der Ort hat aber aufgrund seiner Höhenlage und seiner sonstigen Orographie (Relief, Gewässer, Substrat) nur wenig für Ackerbau geeignetes Land verfügbar. Nach dem Kataster vom 21. Juli 1976 besitzt das Dorf 2828725 ha Weideland und 18801568 ha Wald.

### Zur Ortsgeschichte von Değle
Erste detailliertere Untersuchungen der Ruinen von Değle machte der österreichische Ingenieur Carl Holzmann (1849–1914), der für den Bau des Konya-Karaman-Streckenabschnitts der Bagdadbahn verantwortlich war und Baupläne der Ruinen von Madenşehir und Değle veröffentlichte. Gertrude Bell und William M. Ramsay besuchten 1907 bis 1909 erneut diese Ruinenstätten, über die sie gemeinsam eine Monographie veröffentlichten. 2014 räumte der Kunsthistoriker Semavi Eyice, der 1967 eine umfassende und genaue Studie über Binbirkilise und Karadağ durchgeführt hatte, Değle in einer Veröffentlichung einen großen Platz ein. In osmanischen Aufzeichnungen trägt das rezente Dorf Üçkuyu den Namen „Yukarı Devle“ (Oberes Devle), andere nennen den Ort „Deile“ (Carl Holzmann), „Douleh“ (Gertrude Bell) und „Deghile“ (William M. Ramsay). Offiziell nannte man das Dorf „Değle“, „Dayla“, „Yassıtepe“ oder “Yukarı Harabelik/Ören” (Obere Ruinen). 1961 wurde der Name Değle offiziell in „Üçkuyu“ geändert. Offensichtlich ist der Siedlungsplatz aufgrund dortiger historischer Relikte bereits in hethitischer Zeit existent, tritt aber als „Ersatzsiedlung“ für das tiefer gelegene Barata (Madenşehir) erst historisch in Erscheinung, als die Minenstadt Madenşehri gegen Ende des 7. Jahrhunderts aufgrund der Überfälle muslimischer Araber aufgegeben wurde und ihre Bewohner sich auf dem Değle Dağı niederließen. Als Sultan Mehmed der Eroberer die Provinz Karaman annektierte, hieß das Dorf „دوله“ („Devle“). Osman Gümüşçü, der Siedlungen und Bevölkerung in Lârende (Karaman) im 16. Jahrhundert untersuchte, identifizierte Değle mit dem Dorf „Hisârlık“ bzw. dem Dorf Dayla.

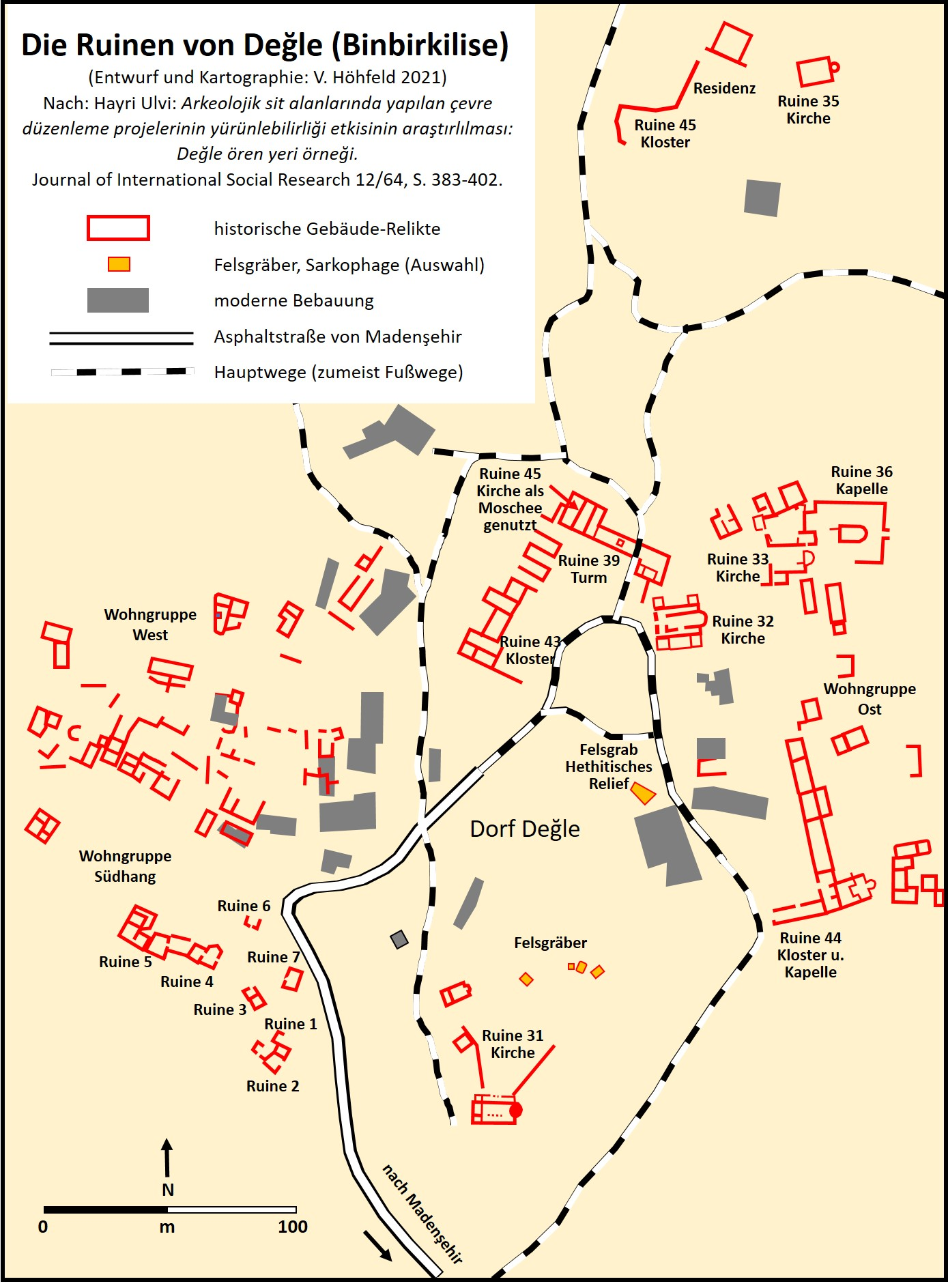
Die Karte zeigt die Lagesituation der bislang bekannten byzantinischen Ruinen und hethitischen Reste im Dorf Değle (Binbirkilise).

Alaattin Aköz, der den Kreis Lârende (Karaman) zu Beginn des 16. Jahrhunderts beschreibt, bringt Değle mit „Karye-i Divle“ in Zusammenhang. Karye-i Divle wurde zu Beginn des 16. Jahrhunderts dem Amtsbezirk Lârende (Karaman) unterstellt. Damals lebten dort muslimische und nicht-muslimische Bevölkerungsgruppen zusammen. 1518 wohnten in Değle 22 Haushalte und 61 muslimische und nicht-muslimische ledige Männer. Die Steuereinnahmen (Einkommen) beliefen sich auf 7336 Akçe (erste von den Osmanen geprägte und über viele Jahrhunderte in Umlauf befindliche Silbermünzen). Allein aus den Değle damals zugeordneten Weilern „Dağsarâycık“ und „Gülâri“ flossen 100 Akçe Timar-Steuern sowie 400 Akçe bzw. 680 Akçe Stiftungs-Abgaben. 1529 bestand der Ort aus 47 Haushalten und 71 ledigen Männer. Die Steuereinnahmen betrugen damals 7482 Akçe, und „Gülâri“ lieferte 680 Akçe. 1584 wohnten im Dorf 237 Muslime und 67 nicht-muslimische ledige Männer, und der Steuersatz betrug 16000 Akçe. Darüber hinaus brachte „Karacakuyu“, registriert als Weiler von Divle, weitere 680 Akçe. Unter Sultan Murat III. (1574–1595) lag die Bevölkerung von „Devle“ bei 255 Personen, und es gab weitere 79 Steuerzahler (Nicht-Muslime) im Dorf. Mit einem Dekret vom 28. Januar 1889 wurde der Ort Değle, der eine halbe Stunde vom Madenşehir entfernt ist, in ein selbständiges Kariye (Dorf) von Karaman umgewandelt. Laut dem Provinzjahrbuch von Konya für 1896 sind in Değle 110 Personen in 18 Haushalten registriert. Bei der allgemeinen Volkszählung von 1904 wurden 102 Personen gezählt. 1922 gab es dort 16 Haushalte und 68 ledige Männer, 1925 insgesamt 124 und 1935 190 Personen. In einem 1928 auf Osmanisch veröffentlichten Buch wird Değle unter den Dörfern der Provinz Konya im Kreis Karaman als „د يكله“ (mit arabischen Buchstaben) und als „Deïlé“ mit lateinischen Buchstaben erwähnt. Danach reduziert sich die Zahl der Bewohner von Değle auf 139 (1940), um mit immer wieder schwankenden, aber generell schwindenden Einwohnerzahlen letztendlich auf 40 Personen im Jahr 2019 zu schrumpfen. Die Grundschule des Dorfes mit einem Klassenzimmer ist geschlossen. Die Kinder des Dorfes werden nach Kılbasan zur Grundschule und Sekundarschule transportiert.

### Die Ruinen von Değle
Die Kirchenruinen im Gebiet von Değle verteilen sich über eine Fläche von 2755,4 ha. Klöster, einsame Kirchen und Kapellen, gewölbte große Baugruppen und verschiedene monumentale Bauten prägen die Struktur der antiken Siedlung. Nach jüngsten Erkenntnissen gibt es unmittelbar in Değle Ruinen von 5 basilikaartigen Kirchen, einem Bischofspalast, 3 Klosteranlagen, 6 Kapellen und zahlreichen Wohnhäusern für Beamten und Dienstpersonal sowie viele Gräber, Grabdeckel und Felsgräber aus dem 4. – 9. Jahrhundert. In den Jahren 2014–2015 wurden die Strukturen durch die Direktion des Karaman-Museums registriert und partiell ausgegraben. Da die Ruinen von Değle nicht unter dichten Schichten moderner Bauten begraben wurden und die Dorfstruktur des 20. Jahrhunderts nicht sehr dominant ist, sind ihre spätantiken und frühmittelalterlichen Merkmale noch offen erkennbar. Die südliche Ausdehnung des Wohngebiets verläuft so weit, bis die Neigung am Südwesthang sehr steil wird. Auf den leeren Räumen dazwischen sind häufig architektonische Elemente und Wandteile anzutreffen, was beweist, dass das Gebiet in seinem ursprünglichen Erscheinungsbild dicht bebaut war. In der Mitte des Gebiets ist eine Wohngruppe von Reihenhäusern erkennbar. Auf dem höheren Teil im Norden hingegen stehen verstreute Häusern auf Terrassen, die von Stützmauern getragen werden, was dort eine weniger dichte Besiedlung der oberen Hängebenen impliziert. Trotz der partiell steileren Abhänge konnte ein Netz von Straßen und Gebäuden rekonstruiert werde. Das Vorhandensein eines großen Wohnviertels neben den Unterkünften der Klosterkomplexe zeigt, dass die Religion hier nicht die einzige vorrangige Funktion war.

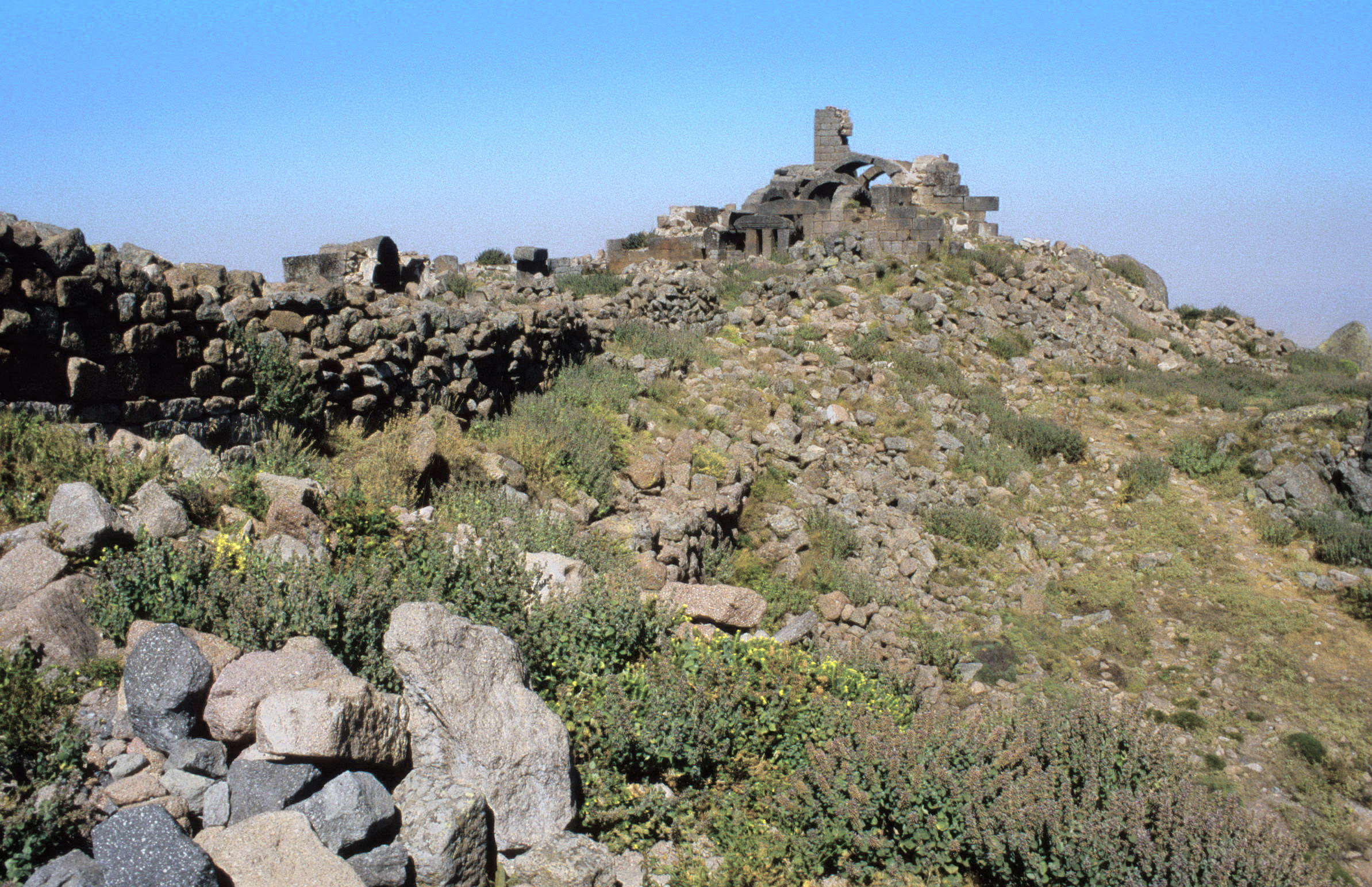
Blick auf den Hügel nördlich der Ortszufahrt mit den Ruinen der Kirche Nr. 31.

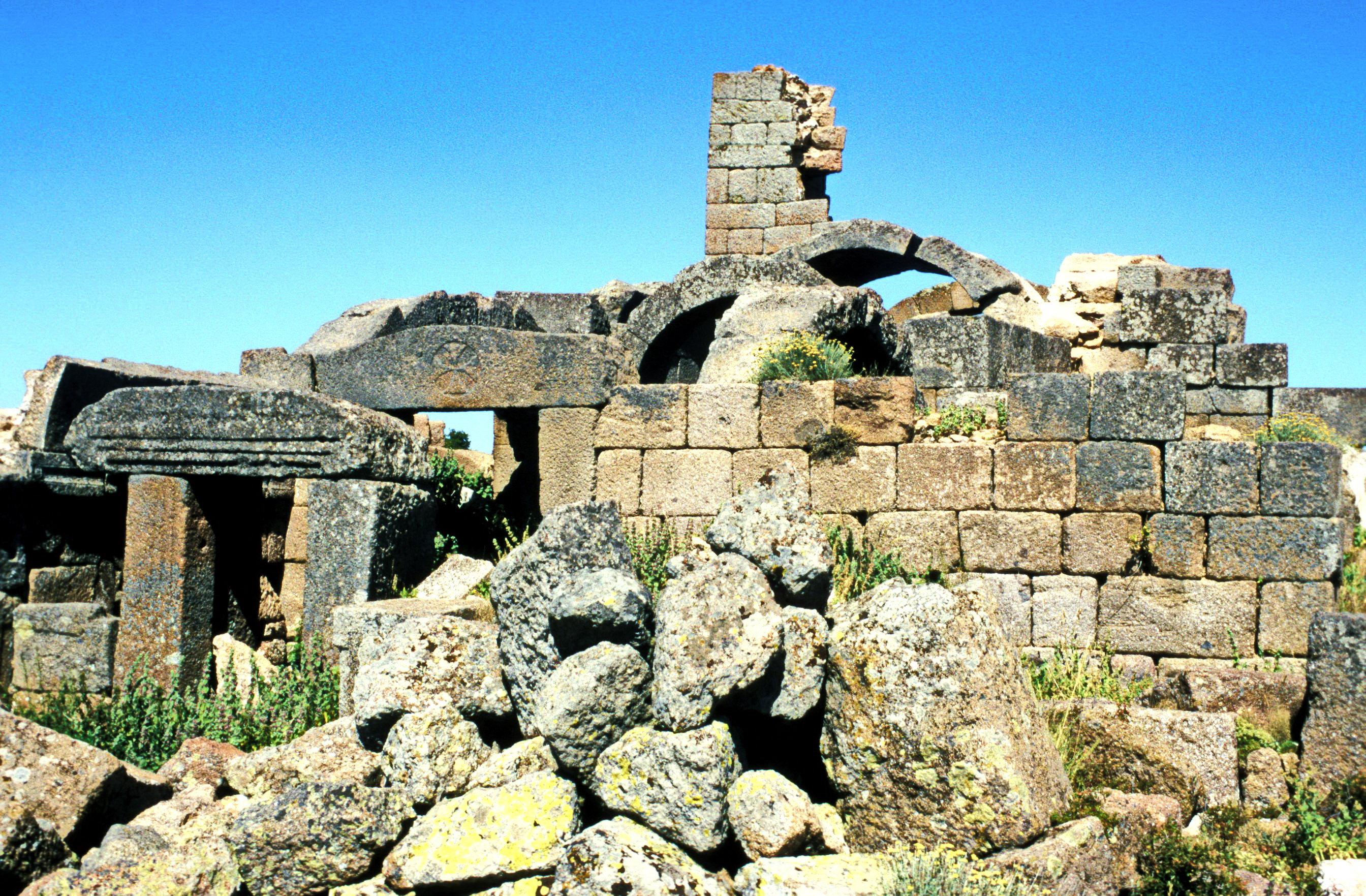
Blick in die ruinierte Kirche Nr. 31, in der Literatur Sankt Georgios

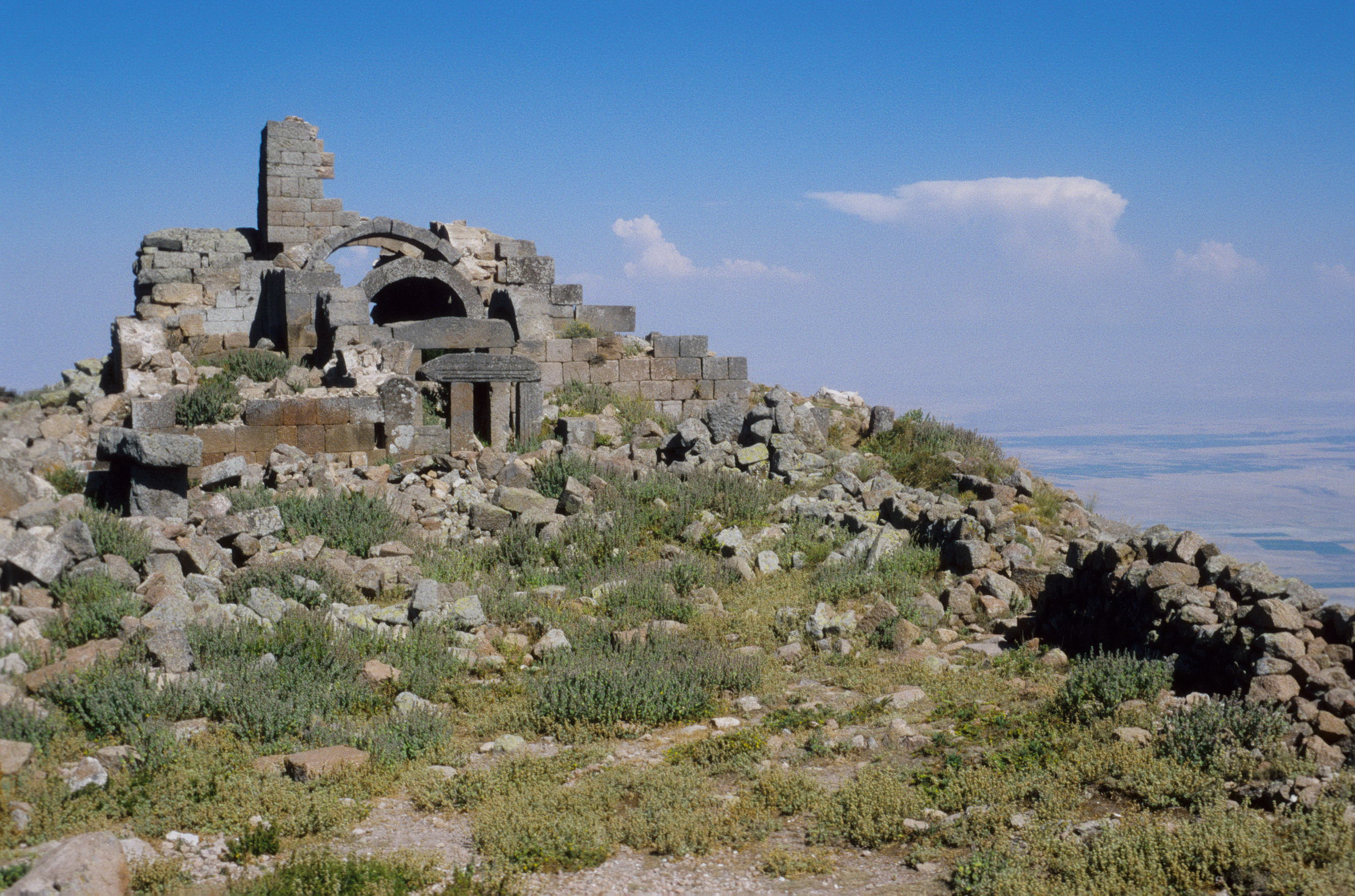
Blick auf die Reste der Kirche Nr. 31

Auf einer natürlichen Terrasse unterhalb des Hügels östlich der Zufahrtsstraße zum Dorf stehen die Ruinen der Basilika Nr. 31 (im archäologischen Ruinenplan; in der Literatur Sankt Georgios) mit einem zweibogigen Eingang zum dreiteiligen Narthex (2014 ergraben). Der Hauptraum ist in drei Schiffe mit vier niedrigen Säulen in jeder Reihe unterteilt. Das rechte Schiff ist vollständig zerstört. Die runde Apsis hat zwei Fenster. Die Kirche wurde zwischen dem 4. und 9. Jahrhundert aktiv genutzt. Der Bodenbelag aus Blocksteinen im Mittelschiff wurde freigelegt, derjenige der Seitenschiffe war weitgehend zerstört. An den Osthängen des Hügels dahinter liegen byzantinische Felsgräber, Grabdeckel und pyramidenbedeckte Steinkammergräber. Einer dieser Sarkophage am Nordhang des Hügels unterhalb der Kirche am südlichen Ortsrand wurde in byzantinischer Zeit aus einem 3 × 1,5 m messende vermutlich hethitischen Altar modelliert, der auf der Ostseite eine landwirtschaftliche Reliefszene zeigt: ein pflügender Bauern mit Hakenpflug (!) und Ochsengespann sowie davor ein Bauer, der die Saat ausstreut. Der Block ist an einer Seite leicht getreppt und zeigt an der Schmalseite das Relief eines Löwen.

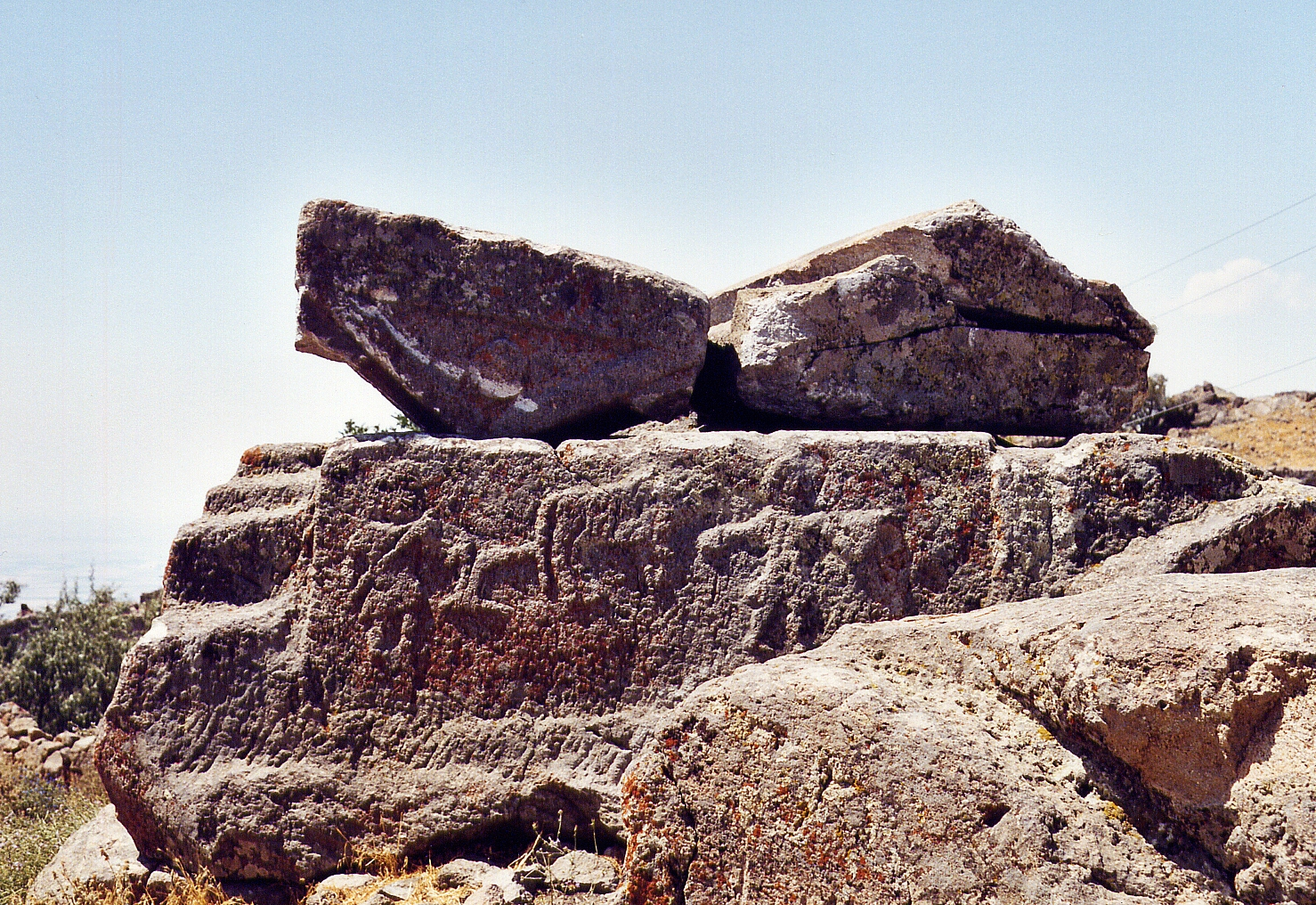
Byzantinischer Sarkophag in einem möglicherweise hethitische Altarstein mit dem Relief eines mit Hakenpflug pflügenden Bauern in Değle (Binbirkilise).

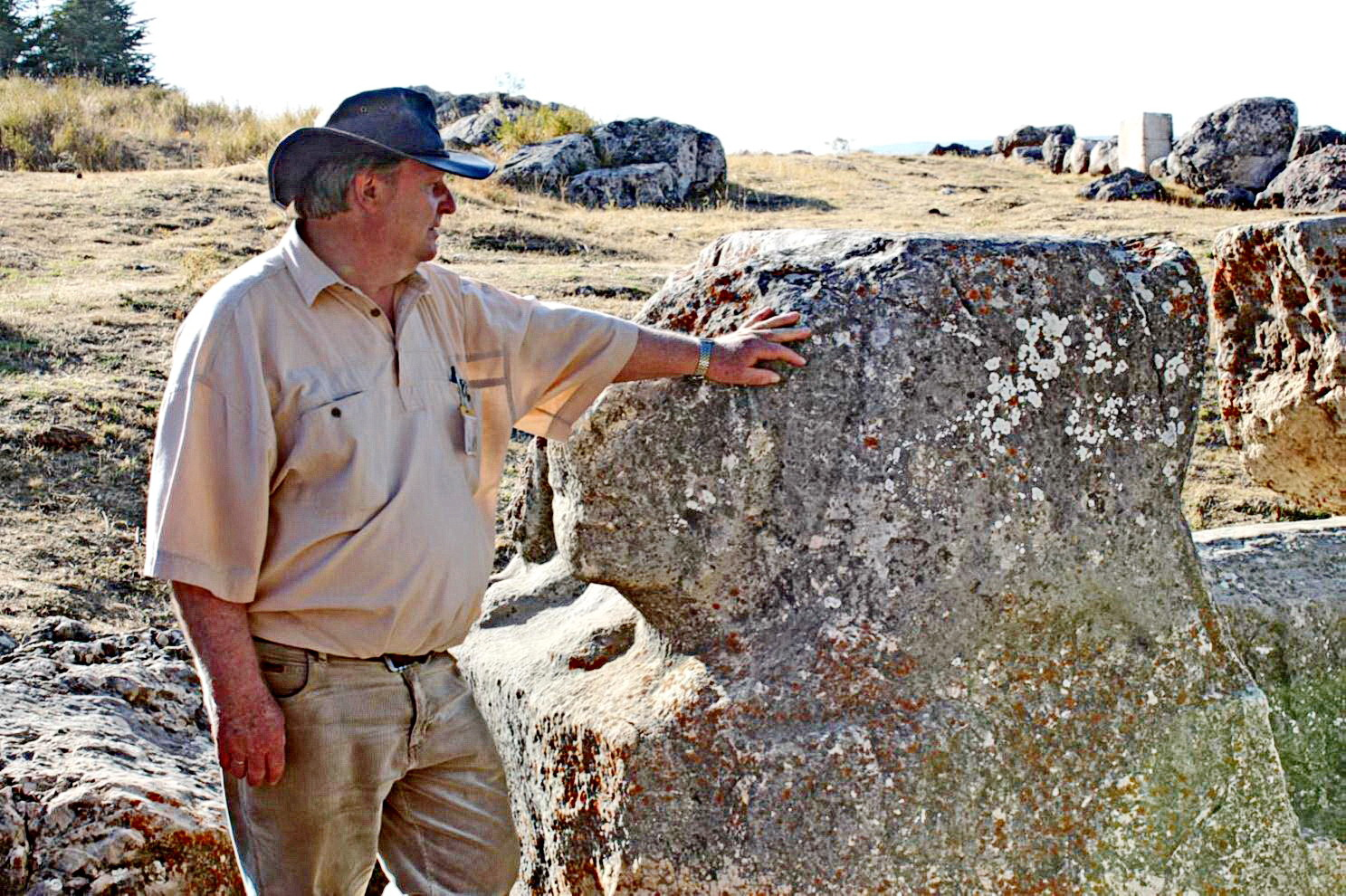
Vermutlich Hethitischer Altarstein mit Löwenskulptur in Değle (Binbirkilise).

Östlich davon liegt ein großer Klosterkomplex (Ruine Nr. 44) in Form aneinandergereihter Hallen, die sich in nördlicher Richtung erstrecken. Die lange Eingangsfassade des Komplexes ist regelmäßig ausgerichtet. Auf der linken Seite des Eingangs befindet sich ein rechteckiges Nebengebäude. Heute sind nur noch die unteren Schalenreihen und die Tür an der Fassade erhalten. Rechts vom Eingang befindet sich eine 20 m langgestreckte Struktur ohne Trennwände, die nur von zwei Bögen mit einem quer verlaufenden Tonnengewölbe getragen wird. Man nimmt an, dass es sich um ein Lagerhaus handelt. Die dortige Kirche hat einen breiten, mit Tonnengewölben bedeckten Narthex. Ihr Bauplan bildet eine Mischung zwischen griechischer Kreuzkirche und freier Gestaltung. Der Bau war vor der Freilegung fast vollständig mit Erde gefüllt.

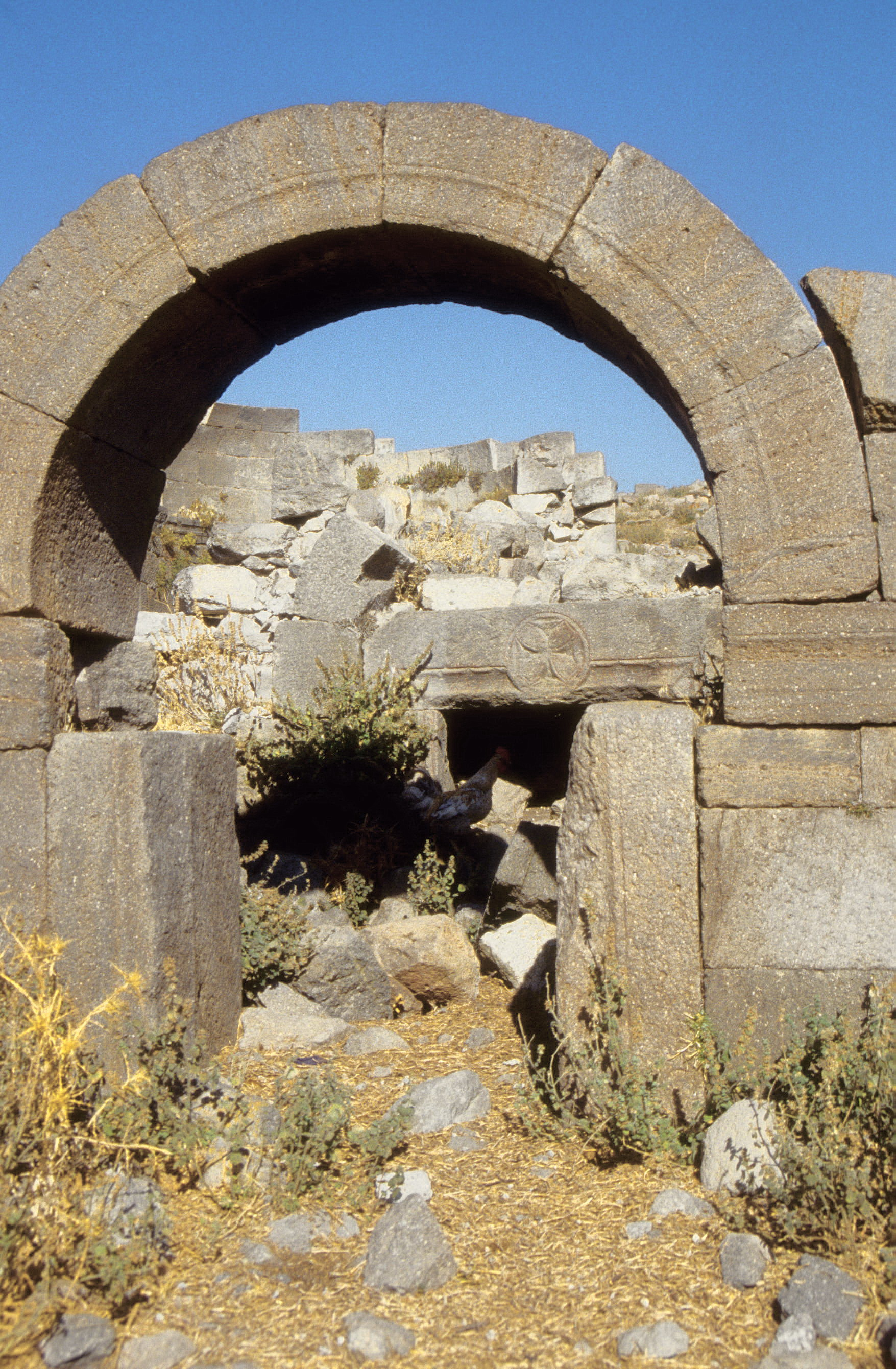
Blick in die Kirchenruine Nr. 32 in Değle, in der Literatur Sankt Akulas

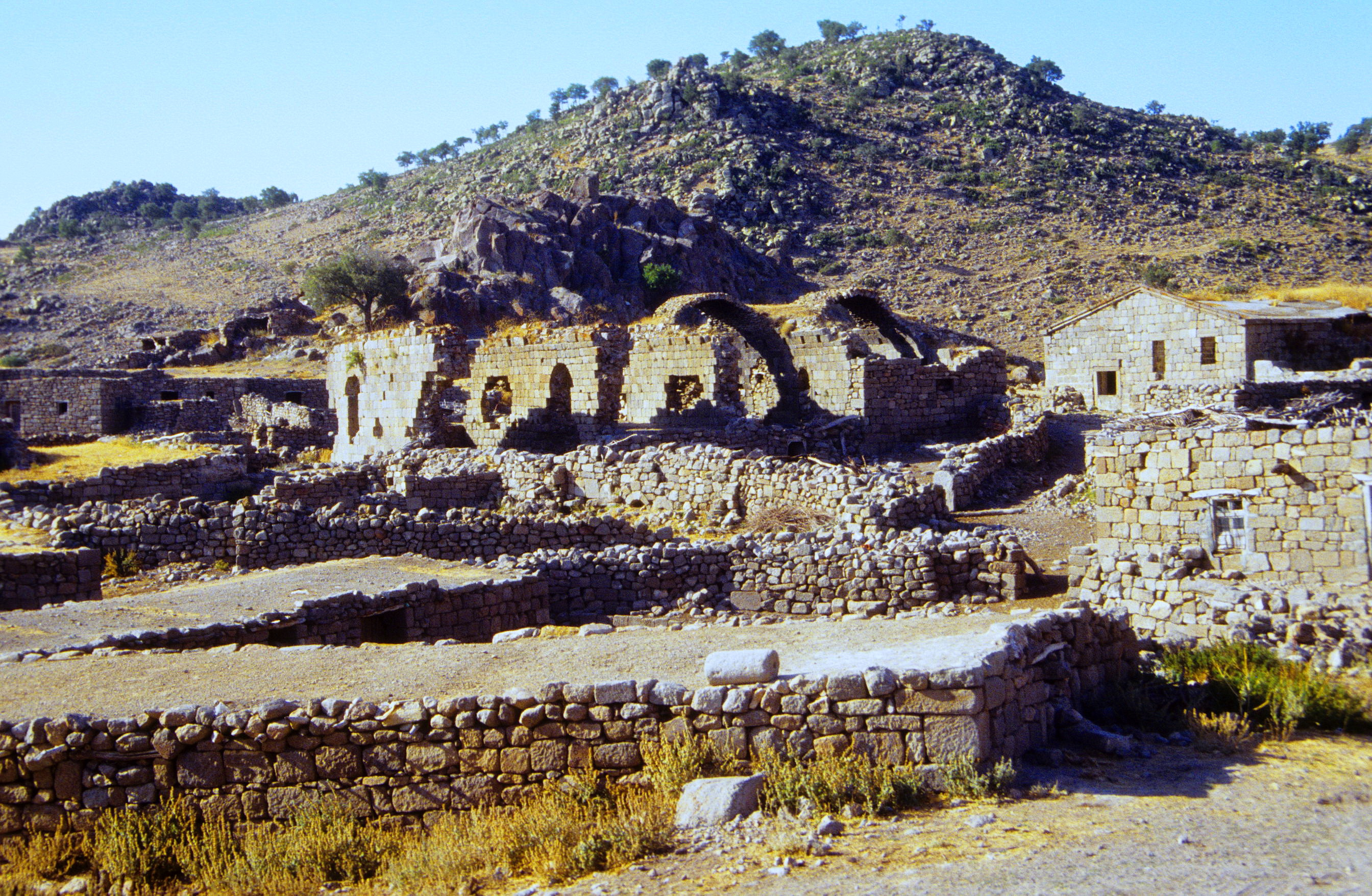
Kirchenruine (Nr. 39 rechts), später als Moschee genutzt, und Klosterkomplex (Nr. 43 links) in der Ortsmitte von Değle

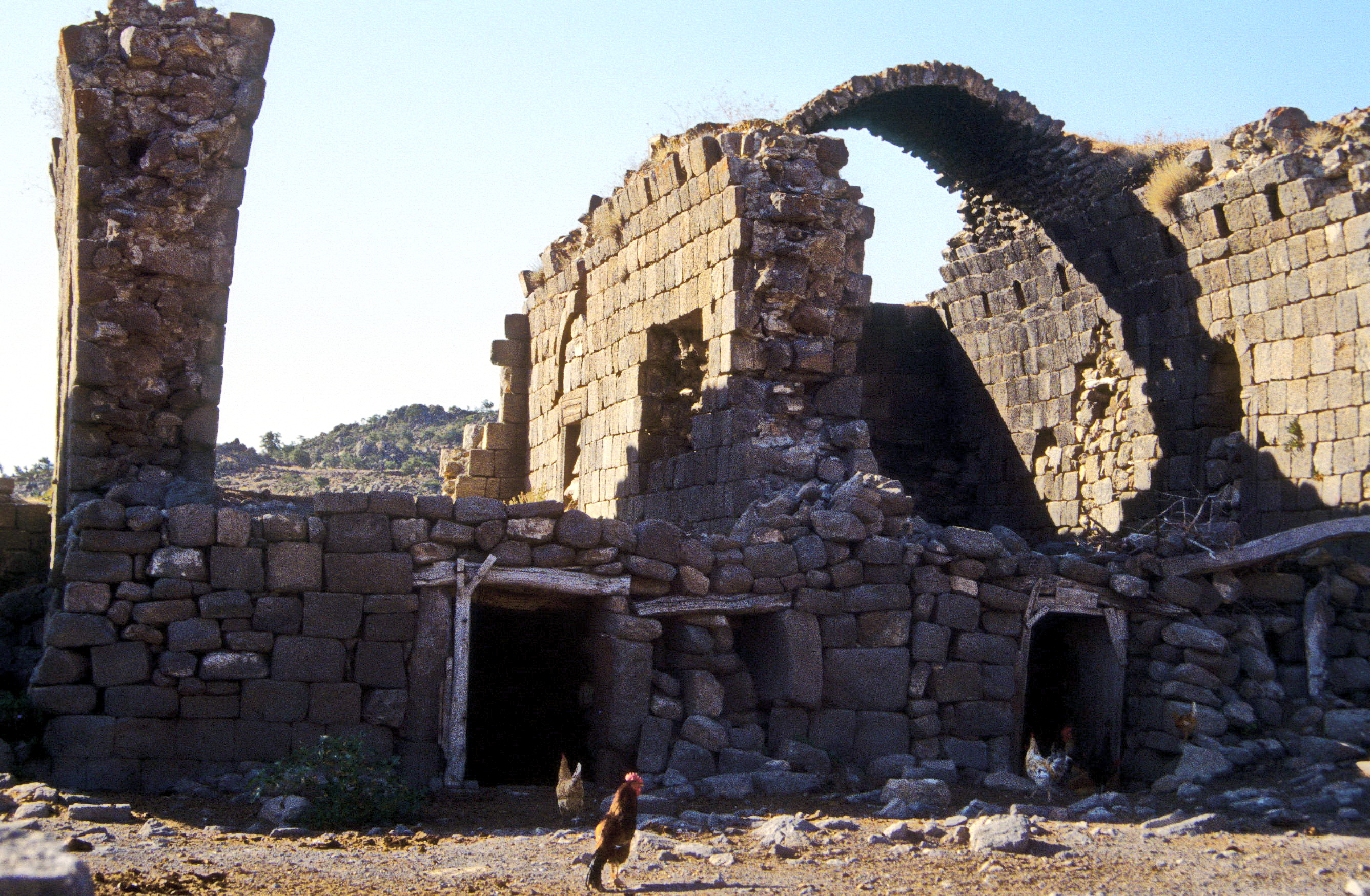
Gewölbegebäude der Kloster-Ruine Nr. 43 in Değle. Teile des Komplexes werden landwirtschaftlich genutzt.

Am Rand der Straße, die nordwärts durchs Dorf führt, stehen die Reste einer Basilika (Nr. 32, in der Literatur Sankt Akulas) mit kreuzförmigem Grundriss und drei Portalen an der Fassade und einem hervorstehenden Raum auf beiden Seiten des Narthex. Der Hauptraum ist in drei Schiffe mit zwei Stützreihen unterteilt. Die Apsis mit drei Fenstern am Ende des Hauptschiffs ragt halbkreisförmig hervor. Das früher zweistöckige Gebäude ist die größte Kirche der Değle-Ruinen. Auch hier gab es einen Bodenbelag aus Blocksteinen. Da die Innenräume der Kirche solide aufrecht standen, wurde sie stabilisierend restauriert.

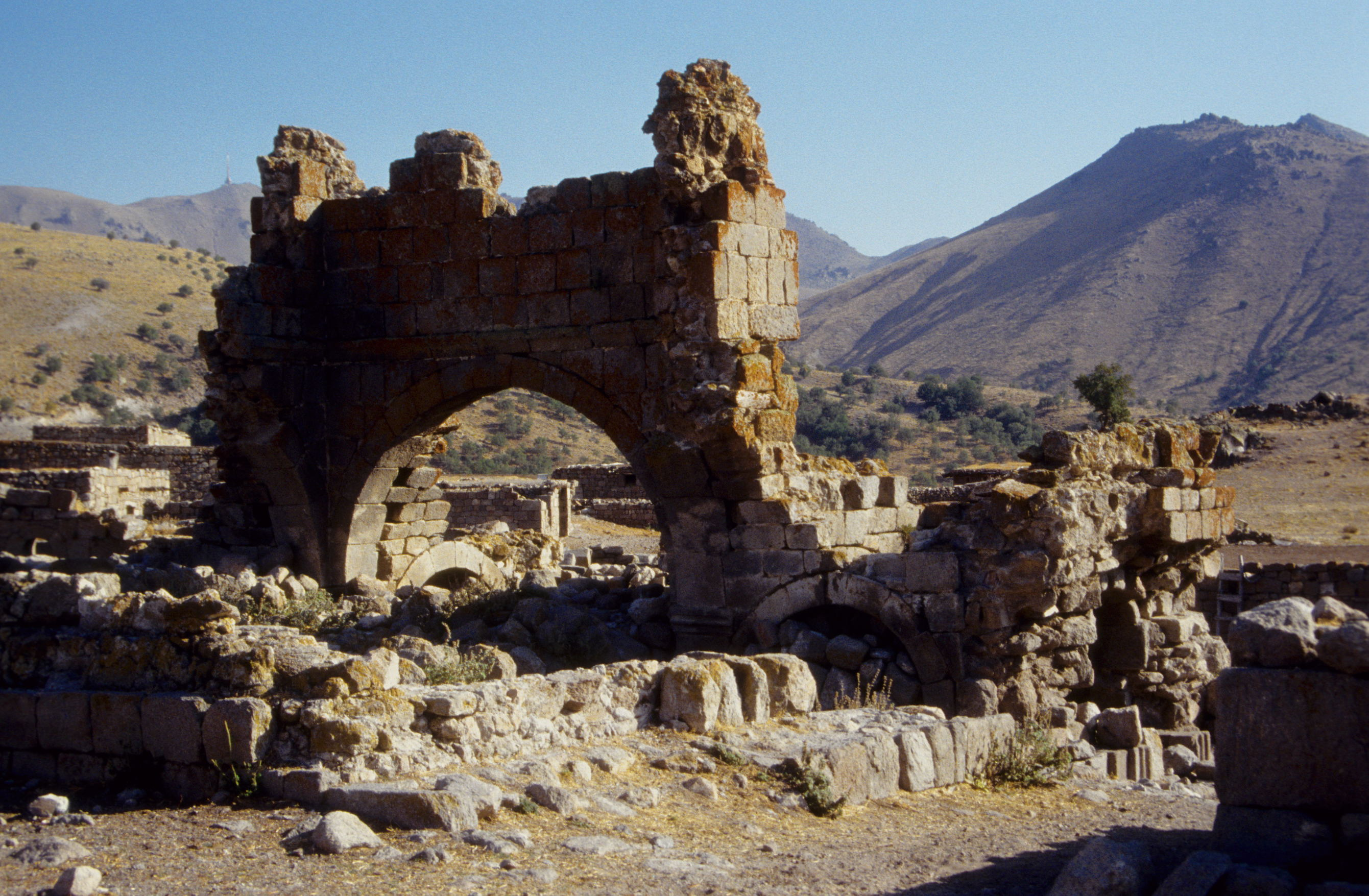
Reste eines Turm-Gebäudes im Ruinenkomplex Nr. 39 in Değle (Binbirkilise).

Westlich gegenüber liegt in der Dorfmitte um einen rechteckigen Klosterhof eine große Gruppe von rechteckigen Hallen (Nr. 43) mit gleich großen Räumen, die durch Säulen in Schiffe unterteilt sind. Dazu zählt eine quadratische Turmstruktur im Nordosten (Nr. 39). Die nebeneinander liegenden Gebäude bestehen aus rechteckigen Räumen, die mit Tonnengewölben bedeckt sind. Davon sind in der Nordecke zwei durch eine Tür miteinander verbunden und bilden eine weitere kirchenartige Ruine (Nr. 45). Einer der etwa 16–17 m langen Räume ist in drei Längsschiffe mit zwei Stützreihen unterteilt, drei in jeder Reihe. Diese Säulen wurden mit Bögen untereinander und mit Querbögen an den Seitenwänden befestigt. Alle diese drei Abschnitte sind mit Tonnengewölben bedeckt. Später wurde der Haupteingang in einen Mihrab verwandelt und einer der Räume noch bis vor kurzer Zeit als Dorfmoschee genutzt.

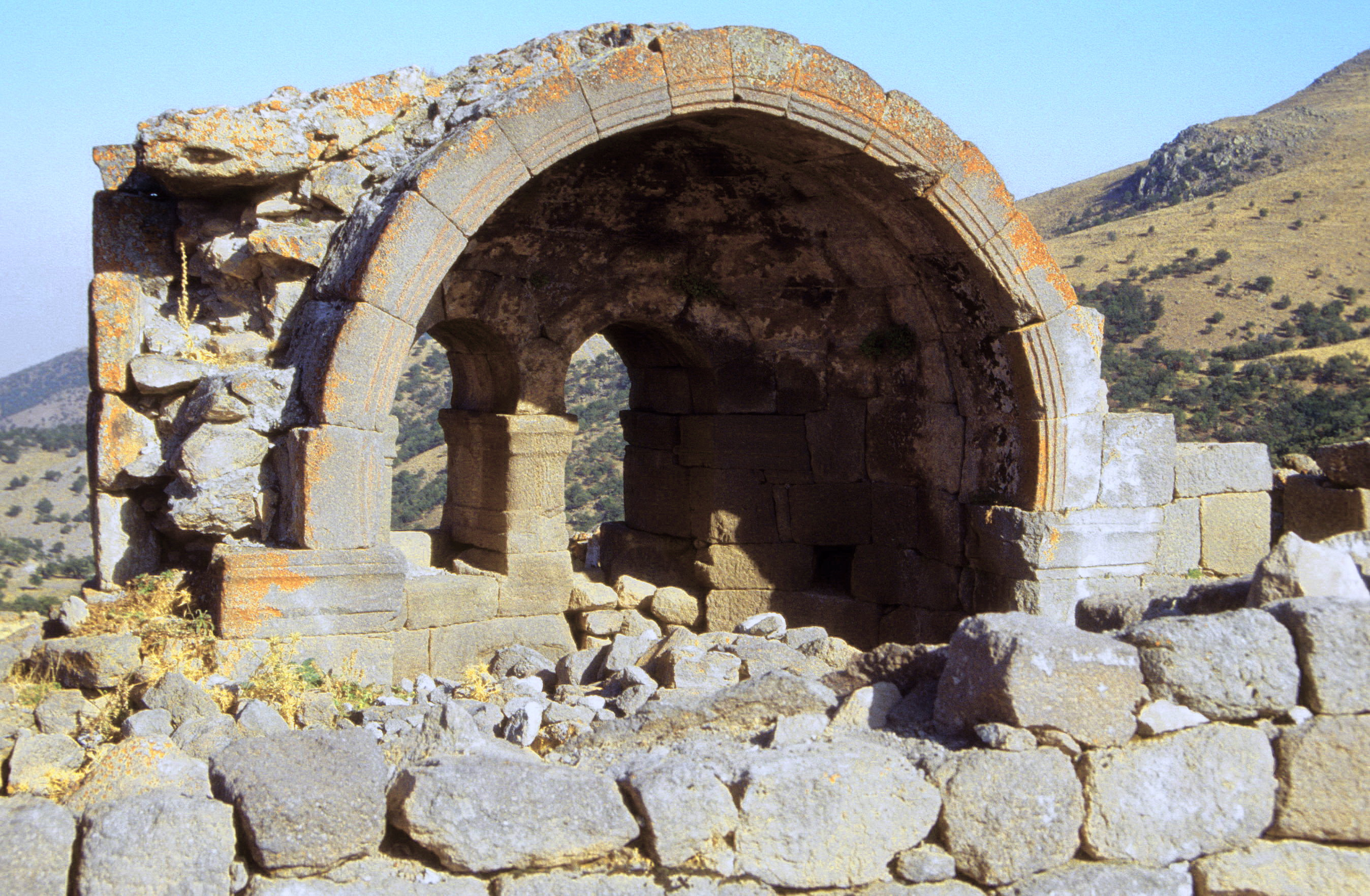
Blick in die Apsis der Kirchenruine Nr. 33 (Mittelteil) in Değle

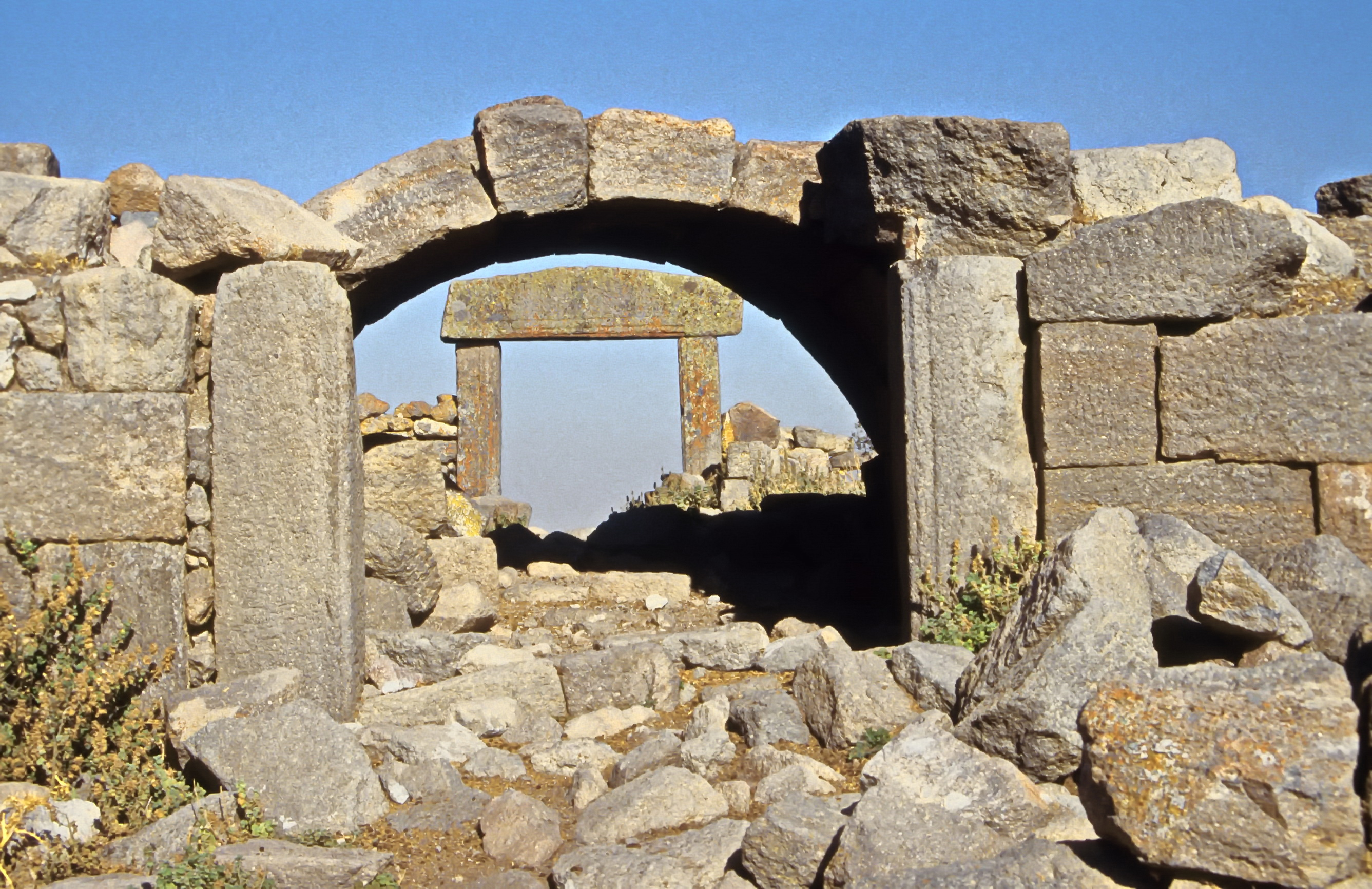
Blick durch den linken Teil der Kirchenruine Nr. 33 in Değle

Auf dem Hügel östlich davon liegt ein weiterer Komplex aus verschiedenen Gebäuden mit einer dreischiffigen Basilika (Nr. 33), deren Hauptraum mit vier Säulen in jeder Reihe abgetrennt ist und deren Apsis noch steht. Der Boden war mit Mosaikmörtel verlegt. Die Kirche verfügt über einen Innen- und einen Außenhof. Im Außenhof stößt man auf die Fundamente eine Kapelle (Nr. 36), ein einziges Kirchenschiff mit Steinpflaster-Boden, wobei der Apsisteil ein Prisma bildete. Weiter nördlich außerhalb des Ortes befinden sich eine aus dem Felsen gehauene Grabkammer und eine kleine Kirche (Nr. 35), ein Ziegel-Bau mit einem geschlossenen Grundriss einer griechischen Kreuzkuppelkirche, sowie die Ruinen einer rechteckigen, zweigeschossigen byzantinischen Residenz- und Klosteranlage.
Zwei Fundstücke aus Değle befinden sich seit 1976 im Museum von Karaman: Eine steinerne Sonnenuhr aus der Basilika Nr. 32 und ein Gefäß aus Terrakotta: Das verzierte, würfelförmige, 1,55 m hohe Terrakottagefäß mit oberem Durchmesser von 0,67 m und einen Bauchdurchmesser von 1,25 m diente wahrscheinlich zur Lagerung von Wein oder Getreide. Die 0,40 m × 0,40 m × 0,55 m große Sonnenuhr aus Basalt aus byzantinischer Zeit ist in alphabetischer Reihenfolge mit griechischen Buchstaben in 99 Abschnitte unterteilt.